# 1519

Die europäischen Besitzungen Karls V.
Weinrot: Kastilien
Rot: Besitzungen Aragons
Orange: Burgundische Besitzungen
Gelb: Österreichische Erblande
Blassgelb: Heiliges Römisches Reich

Portal Geschichte | Portal Biografien | Aktuelle Ereignisse | Jahreskalender | Tagesartikel

◄ |
15. Jahrhundert |
16. Jahrhundert
| 17. Jahrhundert | ►

◄ |
1480er |
1490er |
1500er |
1510er
| 1520er | 1530er | 1540er | ►

◄◄ |
◄ |
1515 |
1516 |
1517 |
1518 |
1519
| 1520 | 1521 | 1522 | 1523 | ► | ►►
Staatsoberhäupter  · Nekrolog · Kunstjahr · Literaturjahr · Musikjahr   · Wissenschaftsjahr
| Januar | Januar | Januar | Januar | Januar | Januar | Januar | Januar |
| Kw     | Mo     | Di     | Mi     | Do     | Fr     | Sa     | So     |
| ------ | ------ | ------ | ------ | ------ | ------ | ------ | ------ |
| 52     |        |        |        |        |        | 1      | 2      |
| 1      | 3      | 4      | 5      | 6      | 7      | 8      | 9      |
| 2      | 10     | 11     | 12     | 13     | 14     | 15     | 16     |
| 3      | 17     | 18     | 19     | 20     | 21     | 22     | 23     |
| 4      | 24     | 25     | 26     | 27     | 28     | 29     | 30     |
| 5      | 31     |        |        |        |        |        |        |

| Februar | Februar | Februar | Februar | Februar | Februar | Februar | Februar |
| Kw      | Mo      | Di      | Mi      | Do      | Fr      | Sa      | So      |
| ------- | ------- | ------- | ------- | ------- | ------- | ------- | ------- |
| 5       |         | 1       | 2       | 3       | 4       | 5       | 6       |
| 6       | 7       | 8       | 9       | 10      | 11      | 12      | 13      |
| 7       | 14      | 15      | 16      | 17      | 18      | 19      | 20      |
| 8       | 21      | 22      | 23      | 24      | 25      | 26      | 27      |
| 9       | 28      |         |         |         |         |         |         |

| März | März | März | März | März | März | März | März |
| Kw   | Mo   | Di   | Mi   | Do   | Fr   | Sa   | So   |
| ---- | ---- | ---- | ---- | ---- | ---- | ---- | ---- |
| 9    |      | 1    | 2    | 3    | 4    | 5    | 6    |
| 10   | 7    | 8    | 9    | 10   | 11   | 12   | 13   |
| 11   | 14   | 15   | 16   | 17   | 18   | 19   | 20   |
| 12   | 21   | 22   | 23   | 24   | 25   | 26   | 27   |
| 13   | 28   | 29   | 30   | 31   |      |      |      |

| April | April | April | April | April | April | April | April |
| Kw    | Mo    | Di    | Mi    | Do    | Fr    | Sa    | So    |
| ----- | ----- | ----- | ----- | ----- | ----- | ----- | ----- |
| 13    |       |       |       |       | 1     | 2     | 3     |
| 14    | 4     | 5     | 6     | 7     | 8     | 9     | 10    |
| 15    | 11    | 12    | 13    | 14    | 15    | 16    | 17    |
| 16    | 18    | 19    | 20    | 21    | 22    | 23    | 24    |
| 17    | 25    | 26    | 27    | 28    | 29    | 30    |       |

| Mai | Mai | Mai | Mai | Mai | Mai | Mai | Mai |
| Kw  | Mo  | Di  | Mi  | Do  | Fr  | Sa  | So  |
| --- | --- | --- | --- | --- | --- | --- | --- |
| 17  |     |     |     |     |     |     | 1   |
| 18  | 2   | 3   | 4   | 5   | 6   | 7   | 8   |
| 19  | 9   | 10  | 11  | 12  | 13  | 14  | 15  |
| 20  | 16  | 17  | 18  | 19  | 20  | 21  | 22  |
| 21  | 23  | 24  | 25  | 26  | 27  | 28  | 29  |
| 22  | 30  | 31  |     |     |     |     |     |

| Juni | Juni | Juni | Juni | Juni | Juni | Juni | Juni |
| Kw   | Mo   | Di   | Mi   | Do   | Fr   | Sa   | So   |
| ---- | ---- | ---- | ---- | ---- | ---- | ---- | ---- |
| 22   |      |      | 1    | 2    | 3    | 4    | 5    |
| 23   | 6    | 7    | 8    | 9    | 10   | 11   | 12   |
| 24   | 13   | 14   | 15   | 16   | 17   | 18   | 19   |
| 25   | 20   | 21   | 22   | 23   | 24   | 25   | 26   |
| 26   | 27   | 28   | 29   | 30   |      |      |      |

| Juli | Juli | Juli | Juli | Juli | Juli | Juli | Juli |
| Kw   | Mo   | Di   | Mi   | Do   | Fr   | Sa   | So   |
| ---- | ---- | ---- | ---- | ---- | ---- | ---- | ---- |
| 26   |      |      |      |      | 1    | 2    | 3    |
| 27   | 4    | 5    | 6    | 7    | 8    | 9    | 10   |
| 28   | 11   | 12   | 13   | 14   | 15   | 16   | 17   |
| 29   | 18   | 19   | 20   | 21   | 22   | 23   | 24   |
| 30   | 25   | 26   | 27   | 28   | 29   | 30   | 31   |

| August | August | August | August | August | August | August | August |
| Kw     | Mo     | Di     | Mi     | Do     | Fr     | Sa     | So     |
| ------ | ------ | ------ | ------ | ------ | ------ | ------ | ------ |
| 31     | 1      | 2      | 3      | 4      | 5      | 6      | 7      |
| 32     | 8      | 9      | 10     | 11     | 12     | 13     | 14     |
| 33     | 15     | 16     | 17     | 18     | 19     | 20     | 21     |
| 34     | 22     | 23     | 24     | 25     | 26     | 27     | 28     |
| 35     | 29     | 30     | 31     |        |        |        |        |

| September | September | September | September | September | September | September | September |
| Kw        | Mo        | Di        | Mi        | Do        | Fr        | Sa        | So        |
| --------- | --------- | --------- | --------- | --------- | --------- | --------- | --------- |
| 35        |           |           |           | 1         | 2         | 3         | 4         |
| 36        | 5         | 6         | 7         | 8         | 9         | 10        | 11        |
| 37        | 12        | 13        | 14        | 15        | 16        | 17        | 18        |
| 38        | 19        | 20        | 21        | 22        | 23        | 24        | 25        |
| 39        | 26        | 27        | 28        | 29        | 30        |           |           |

| Oktober | Oktober | Oktober | Oktober | Oktober | Oktober | Oktober | Oktober |
| Kw      | Mo      | Di      | Mi      | Do      | Fr      | Sa      | So      |
| ------- | ------- | ------- | ------- | ------- | ------- | ------- | ------- |
| 39      |         |         |         |         |         | 1       | 2       |
| 40      | 3       | 4       | 5       | 6       | 7       | 8       | 9       |
| 41      | 10      | 11      | 12      | 13      | 14      | 15      | 16      |
| 42      | 17      | 18      | 19      | 20      | 21      | 22      | 23      |
| 43      | 24      | 25      | 26      | 27      | 28      | 29      | 30      |
| 44      | 31      |         |         |         |         |         |         |

| November | November | November | November | November | November | November | November |
| Kw       | Mo       | Di       | Mi       | Do       | Fr       | Sa       | So       |
| -------- | -------- | -------- | -------- | -------- | -------- | -------- | -------- |
| 44       |          | 1        | 2        | 3        | 4        | 5        | 6        |
| 45       | 7        | 8        | 9        | 10       | 11       | 12       | 13       |
| 46       | 14       | 15       | 16       | 17       | 18       | 19       | 20       |
| 47       | 21       | 22       | 23       | 24       | 25       | 26       | 27       |
| 48       | 28       | 29       | 30       |          |          |          |          |

| Dezember | Dezember | Dezember | Dezember | Dezember | Dezember | Dezember | Dezember |
| Kw       | Mo       | Di       | Mi       | Do       | Fr       | Sa       | So       |
| -------- | -------- | -------- | -------- | -------- | -------- | -------- | -------- |
| 48       |          |          |          | 1        | 2        | 3        | 4        |
| 49       | 5        | 6        | 7        | 8        | 9        | 10       | 11       |
| 50       | 12       | 13       | 14       | 15       | 16       | 17       | 18       |
| 51       | 19       | 20       | 21       | 22       | 23       | 24       | 25       |
| 52       | 26       | 27       | 28       | 29       | 30       | 31       |          |

| Januar | Januar | Januar | Januar | Januar | Januar | Januar | Januar |
| Kw     | Mo     | Di     | Mi     | Do     | Fr     | Sa     | So     |
| ------ | ------ | ------ | ------ | ------ | ------ | ------ | ------ |
| 52     |        |        |        |        |        | 1      | 2      |
| 1      | 3      | 4      | 5      | 6      | 7      | 8      | 9      |
| 2      | 10     | 11     | 12     | 13     | 14     | 15     | 16     |
| 3      | 17     | 18     | 19     | 20     | 21     | 22     | 23     |
| 4      | 24     | 25     | 26     | 27     | 28     | 29     | 30     |
| 5      | 31     |        |        |        |        |        |        |

| Februar | Februar | Februar | Februar | Februar | Februar | Februar | Februar |
| Kw      | Mo      | Di      | Mi      | Do      | Fr      | Sa      | So      |
| ------- | ------- | ------- | ------- | ------- | ------- | ------- | ------- |
| 5       |         | 1       | 2       | 3       | 4       | 5       | 6       |
| 6       | 7       | 8       | 9       | 10      | 11      | 12      | 13      |
| 7       | 14      | 15      | 16      | 17      | 18      | 19      | 20      |
| 8       | 21      | 22      | 23      | 24      | 25      | 26      | 27      |
| 9       | 28      |         |         |         |         |         |         |

| März | März | März | März | März | März | März | März |
| Kw   | Mo   | Di   | Mi   | Do   | Fr   | Sa   | So   |
| ---- | ---- | ---- | ---- | ---- | ---- | ---- | ---- |
| 9    |      | 1    | 2    | 3    | 4    | 5    | 6    |
| 10   | 7    | 8    | 9    | 10   | 11   | 12   | 13   |
| 11   | 14   | 15   | 16   | 17   | 18   | 19   | 20   |
| 12   | 21   | 22   | 23   | 24   | 25   | 26   | 27   |
| 13   | 28   | 29   | 30   | 31   |      |      |      |

| April | April | April | April | April | April | April | April |
| Kw    | Mo    | Di    | Mi    | Do    | Fr    | Sa    | So    |
| ----- | ----- | ----- | ----- | ----- | ----- | ----- | ----- |
| 13    |       |       |       |       | 1     | 2     | 3     |
| 14    | 4     | 5     | 6     | 7     | 8     | 9     | 10    |
| 15    | 11    | 12    | 13    | 14    | 15    | 16    | 17    |
| 16    | 18    | 19    | 20    | 21    | 22    | 23    | 24    |
| 17    | 25    | 26    | 27    | 28    | 29    | 30    |       |

| Mai | Mai | Mai | Mai | Mai | Mai | Mai | Mai |
| Kw  | Mo  | Di  | Mi  | Do  | Fr  | Sa  | So  |
| --- | --- | --- | --- | --- | --- | --- | --- |
| 17  |     |     |     |     |     |     | 1   |
| 18  | 2   | 3   | 4   | 5   | 6   | 7   | 8   |
| 19  | 9   | 10  | 11  | 12  | 13  | 14  | 15  |
| 20  | 16  | 17  | 18  | 19  | 20  | 21  | 22  |
| 21  | 23  | 24  | 25  | 26  | 27  | 28  | 29  |
| 22  | 30  | 31  |     |     |     |     |     |

| Juni | Juni | Juni | Juni | Juni | Juni | Juni | Juni |
| Kw   | Mo   | Di   | Mi   | Do   | Fr   | Sa   | So   |
| ---- | ---- | ---- | ---- | ---- | ---- | ---- | ---- |
| 22   |      |      | 1    | 2    | 3    | 4    | 5    |
| 23   | 6    | 7    | 8    | 9    | 10   | 11   | 12   |
| 24   | 13   | 14   | 15   | 16   | 17   | 18   | 19   |
| 25   | 20   | 21   | 22   | 23   | 24   | 25   | 26   |
| 26   | 27   | 28   | 29   | 30   |      |      |      |

| Juli | Juli | Juli | Juli | Juli | Juli | Juli | Juli |
| Kw   | Mo   | Di   | Mi   | Do   | Fr   | Sa   | So   |
| ---- | ---- | ---- | ---- | ---- | ---- | ---- | ---- |
| 26   |      |      |      |      | 1    | 2    | 3    |
| 27   | 4    | 5    | 6    | 7    | 8    | 9    | 10   |
| 28   | 11   | 12   | 13   | 14   | 15   | 16   | 17   |
| 29   | 18   | 19   | 20   | 21   | 22   | 23   | 24   |
| 30   | 25   | 26   | 27   | 28   | 29   | 30   | 31   |

| August | August | August | August | August | August | August | August |
| Kw     | Mo     | Di     | Mi     | Do     | Fr     | Sa     | So     |
| ------ | ------ | ------ | ------ | ------ | ------ | ------ | ------ |
| 31     | 1      | 2      | 3      | 4      | 5      | 6      | 7      |
| 32     | 8      | 9      | 10     | 11     | 12     | 13     | 14     |
| 33     | 15     | 16     | 17     | 18     | 19     | 20     | 21     |
| 34     | 22     | 23     | 24     | 25     | 26     | 27     | 28     |
| 35     | 29     | 30     | 31     |        |        |        |        |

| September | September | September | September | September | September | September | September |
| Kw        | Mo        | Di        | Mi        | Do        | Fr        | Sa        | So        |
| --------- | --------- | --------- | --------- | --------- | --------- | --------- | --------- |
| 35        |           |           |           | 1         | 2         | 3         | 4         |
| 36        | 5         | 6         | 7         | 8         | 9         | 10        | 11        |
| 37        | 12        | 13        | 14        | 15        | 16        | 17        | 18        |
| 38        | 19        | 20        | 21        | 22        | 23        | 24        | 25        |
| 39        | 26        | 27        | 28        | 29        | 30        |           |           |

| Oktober | Oktober | Oktober | Oktober | Oktober | Oktober | Oktober | Oktober |
| Kw      | Mo      | Di      | Mi      | Do      | Fr      | Sa      | So      |
| ------- | ------- | ------- | ------- | ------- | ------- | ------- | ------- |
| 39      |         |         |         |         |         | 1       | 2       |
| 40      | 3       | 4       | 5       | 6       | 7       | 8       | 9       |
| 41      | 10      | 11      | 12      | 13      | 14      | 15      | 16      |
| 42      | 17      | 18      | 19      | 20      | 21      | 22      | 23      |
| 43      | 24      | 25      | 26      | 27      | 28      | 29      | 30      |
| 44      | 31      |         |         |         |         |         |         |

| November | November | November | November | November | November | November | November |
| Kw       | Mo       | Di       | Mi       | Do       | Fr       | Sa       | So       |
| -------- | -------- | -------- | -------- | -------- | -------- | -------- | -------- |
| 44       |          | 1        | 2        | 3        | 4        | 5        | 6        |
| 45       | 7        | 8        | 9        | 10       | 11       | 12       | 13       |
| 46       | 14       | 15       | 16       | 17       | 18       | 19       | 20       |
| 47       | 21       | 22       | 23       | 24       | 25       | 26       | 27       |
| 48       | 28       | 29       | 30       |          |          |          |          |

| Dezember | Dezember | Dezember | Dezember | Dezember | Dezember | Dezember | Dezember |
| Kw       | Mo       | Di       | Mi       | Do       | Fr       | Sa       | So       |
| -------- | -------- | -------- | -------- | -------- | -------- | -------- | -------- |
| 48       |          |          |          | 1        | 2        | 3        | 4        |
| 49       | 5        | 6        | 7        | 8        | 9        | 10       | 11       |
| 50       | 12       | 13       | 14       | 15       | 16       | 17       | 18       |
| 51       | 19       | 20       | 21       | 22       | 23       | 24       | 25       |
| 52       | 26       | 27       | 28       | 29       | 30       | 31       |          |

1519 ist ein Jahr des Umbruchs: Im Heiligen Römischen Reich stirbt Kaiser Maximilian I., dem sein Enkel Karl I., König von Spanien, unter dem Namen Karl V. auf den Thron nachfolgt. Karl, der die Wahl gegen den französischen König Franz I. gewinnt, wird damit in den nächsten Jahren zum Herrscher, „in dessen Reich die Sonne nicht untergeht“.
Während Huldrych Zwingli sein Amt als Leutpriester am Grossmünsterstift in Zürich antritt und damit die Reformation in die Schweiz bringt, vollzieht Martin Luther in der Leipziger Disputation gegen Johannes Eck den endgültigen und unumkehrbaren Bruch mit der römischen Kirche.
Der spanische Konquistador Hernán Cortés führt eine Expedition in das mexikanische Hochland und beginnt damit die Spanische Eroberung Mexikos und die Zerstörung des Aztekenreiches.
Im Auftrag Spaniens bricht der Portugiese Fernão de Magalhães (Magellan) zu einer Reise auf, die in zwei Jahren um die Erde führen und den endgültigen Beweis für die Kugelgestalt der Erde erbringen wird.

## Ereignisse

### Politik und Weltgeschehen

#### Heiliges Römisches Reich

##### Königswahl nach dem Tod Maximilian I.

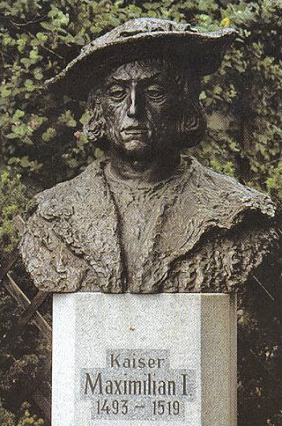
Denkmal für Kaiser Maximilian I. im Garten der Burg Wels

Kaiser Maximilian I. stirbt am 12. Januar auf dem Weg von Innsbruck zum Landtag nach Linz in der Burg Wels. Mit seinem Tod wird sein Enkel Karl, der bereits König von Spanien ist, auch Erzherzog von Österreich. Maximilian wird gemäß seinem Testament in seiner Taufkirche, der St.-Georgs-Kapelle der Burg in Wiener Neustadt, im Ornat des St.-Georg-Ritterordens unter den Stufen des gotischen Hochaltars beigesetzt. Das von ihm in Auftrag gegebene Grabmal bleibt jedoch vorläufig unvollendet, weil die dazugehörigen Bronzefiguren für die Kapelle zu schwer sind.
Herzog Ulrich von Württemberg versucht den Tod Maximilians für sich zu nutzen und überfällt am 28. Januar die Freie Reichsstadt Reutlingen. Er handelt sich damit jedoch einen Krieg mit dem Schwäbischen Bund ein. Dieser entsendet im März/April eine Streitmacht unter Georg von Waldburg-Zeil, Ulrich wird besiegt und aus Württemberg vertrieben, das Herzogtum unter österreichische Verwaltung gestellt. Ulrichs vierjähriger Sohn Christoph wird Edelknabe am Hofe Karls in Innsbruck, seine Erbfolge ist ungewiss. Ein Versuch Ulrichs, sein Herzogtum zurückzuerobern scheitert im September/Oktober.

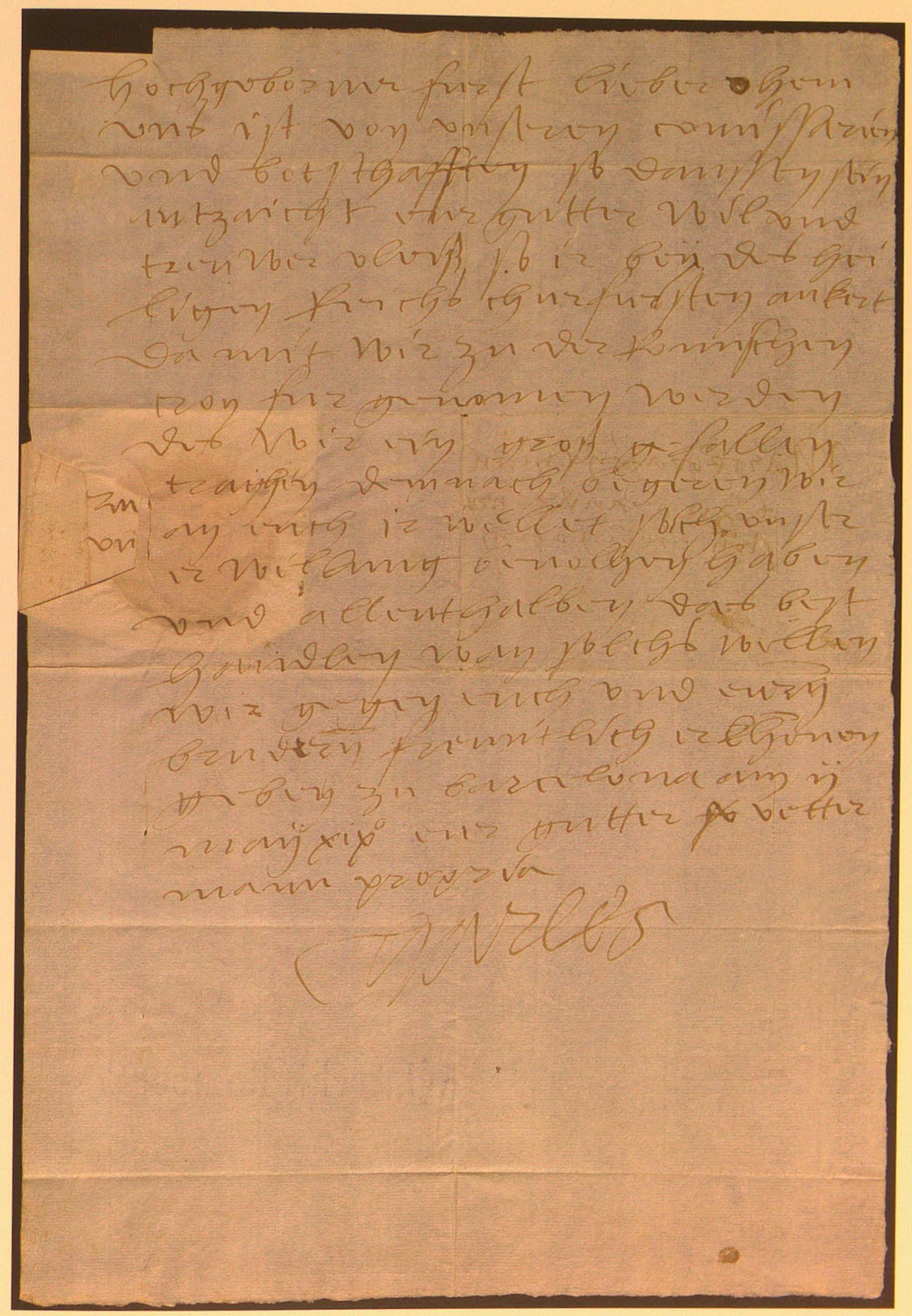
Eigenhändiger Brief Karls vom 2. Mai an Markgraf Kasimir von Brandenburg-Kulmbach betreffend die bevorstehende Königswahl

Der spanische König Karl I., der von seinem Großkanzler Mercurino Arborio di Gattinara zum „deutschen Kandidaten“ stilisiert worden ist, gewinnt am 28. Juni gegen Franz I. von Frankreich die Wahl zum römisch-deutschen König. Die Überweisung von 851.918 Gulden an die sieben Kurfürsten durch den Bankier Jakob Fugger führt zu deren Einstimmigkeit bei der Wahl Karls. Kurz vor der Wahl ist Friedrich III. (der Weise) als Kandidat zurückgetreten. Karl unterzeichnet eine Wahlkapitulation, in der er alle Regalien, Privilegien und Reichspfandschaften der Reichsfürsten bestätigt. Außerdem sagt er die Einrichtung eines Reichsregiments zu. Die Furcht vor einer Fremdherrschaft kommt in Bestimmungen zum Ausdruck, dass in wichtige Reichsämter nur Deutsche eingesetzt werden sollen und fremdes Kriegsvolk nicht auf Boden des Reiches stationiert werden darf. Auch sollen die Geldforderungen der Kurie begrenzt und die großen Handelsgesellschaften abgeschafft werden.

##### Judenverfolgung in Regensburg

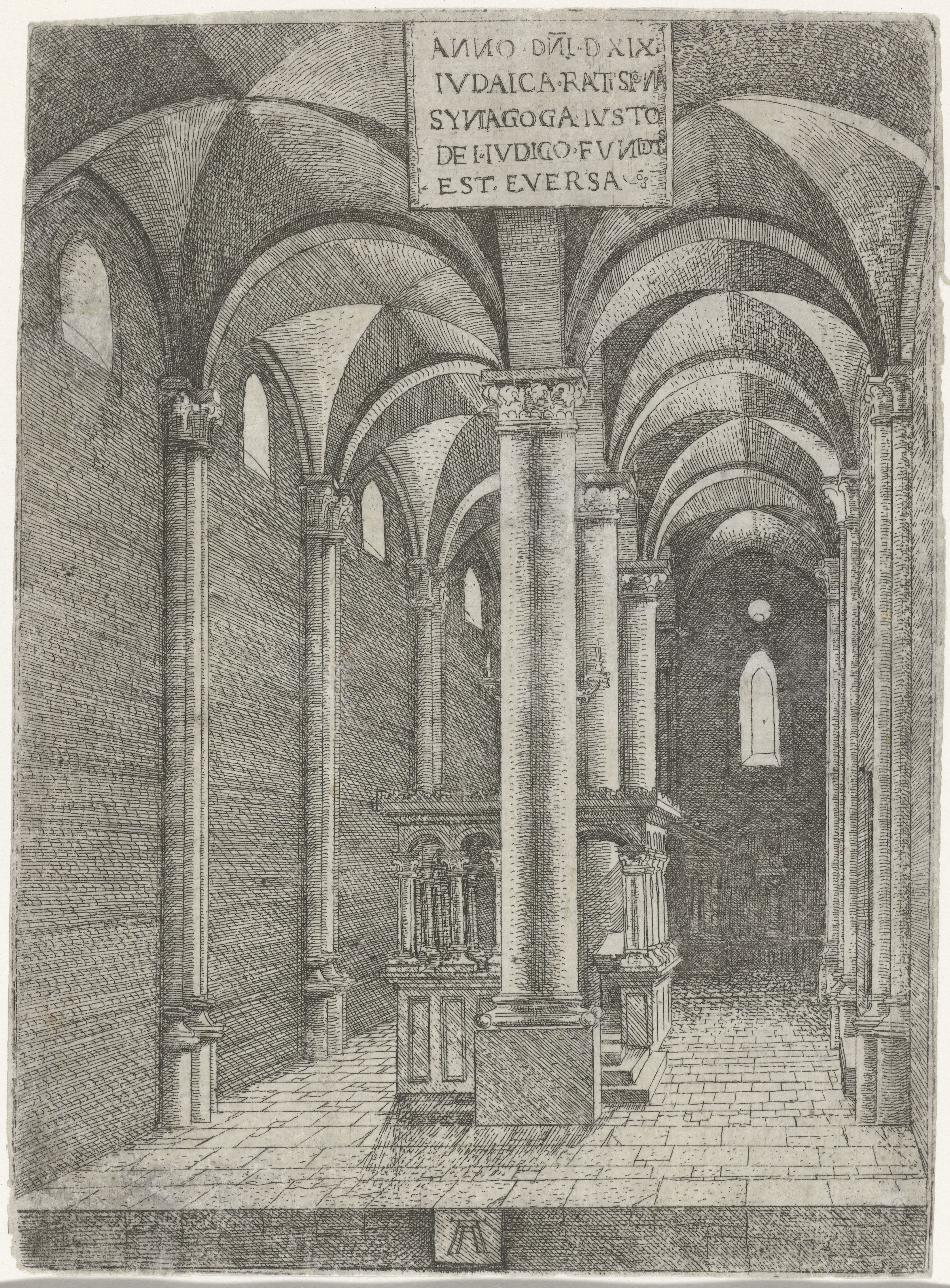
Die Regensburger Synagoge vor ihrer Zerstörung 1519

Am 21. Februar ordnet der Regensburger Stadtrat die Vertreibung der Juden aus der Stadt an, nachdem christliche Handwerker das gefordert haben. Die Regensburger nutzen damit das Machtvakuum nach dem Tode Kaiser Maximilians I. Das alte Judenviertel wird zerstört und es entsteht die lukrative Wallfahrt „Zur schönen Maria“ auf dem heutigen Neupfarrplatz. Binnen zweier Wochen müssen alle Juden die Stadt verlassen. Das Ghetto wird samt Synagoge und Schule niedergebrannt, Pfänder werden beschlagnahmt, kostbare Pergamenthandschriften als Einbindematerial für Akten und Bücher missbraucht. Der Friedhof wird geschändet, die über viertausend Grabsteine meist zerstört, teilweise aber auch von Regensburger Bürgern mit Billigung des Rates entwendet und als sichtbare makabre Trophäe des „Sieges“ über die Juden in Hauswände eingemauert. Noch heute sind einige dieser sogenannten Judensteine erhalten.

##### Hildesheimer Stiftsfehde

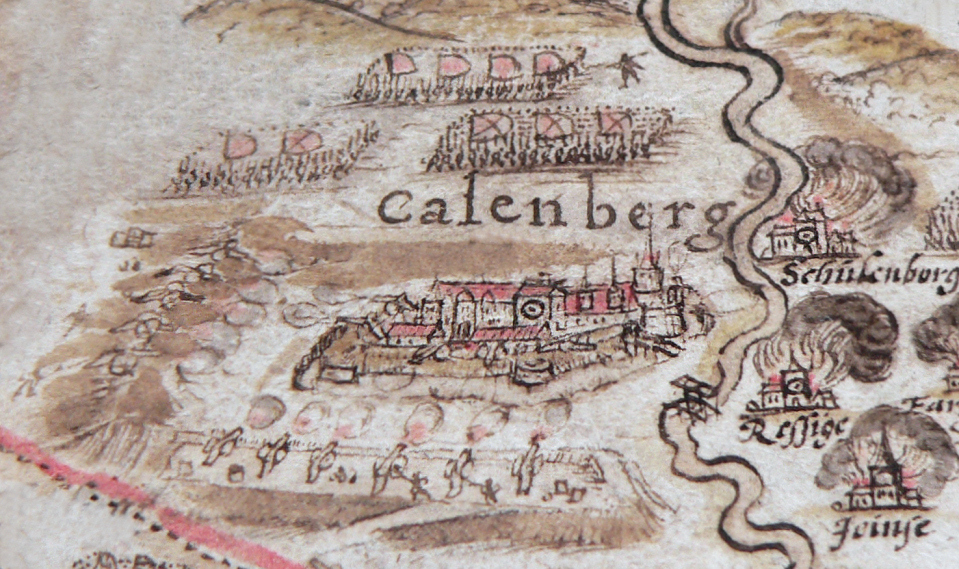
Belagerung der Festung Calenberg 1519, Zeichnung von Johannes Krabbe von 1591

Zwischen dem Hochstift Hildesheim und den welfischen Fürstentümern Braunschweig-Wolfenbüttel und Calenberg bricht die Hildesheimer Stiftsfehde aus. Nach vergeblichen Belagerungen der Festungen in Calenberg und in Hildesheim durch hildesheimische beziehungsweise braunschweigische Truppen sowie zahlreiche Verwüstungen und Plünderungszüge beider Seiten gegen die Zivilbevölkerung, wobei unter anderem auch die Burg Peine vergeblich belagert und die Stadt Peine abgebrannt wird, erlebt die Fehde am 28. Juni ihren Höhepunkt mit der Schlacht bei Soltau, der letzten bekannten Ritterschlacht. Die Hildesheimer unter Fürstbischof Johannes IV. von Sachsen-Lauenburg besiegen die braunschweigischen Truppen vernichtend, töten 3.500 Männer und nehmen Erich von Calenberg sowie viele Adlige gefangen. Fürst Heinrich der Jüngere von Braunschweig-Wolfenbüttel ruft daraufhin den neuen Kaiser Karl V., mit dem er gute Beziehungen pflegt, als Schiedsrichter an.

##### Eidgenossenschaft
- Entstehung und Wachstum der Alten Eidgenossenschaft: Rottweil wird zugewandter Ort der Schweizer Eidgenossenschaft.

#### Deutschordensstaat/Polen
- 31. Dezember: Der Reiterkrieg zwischen dem Deutschen Orden und Polen beginnt mit dem Überfall auf die ermländische Stadt Braunsberg durch den Großmeister Albrecht von Brandenburg-Preußen. Es ist der letzte militärische Versuch des Ordens, den Deutschordensstaat in Ostpreußen von der Lehnsherrschaft Polens unter Albrechts Onkel Sigismund I. zu befreien.

#### Kalmarer Union
- September: Gustav Wasa, der mit fünf anderen schwedischen Adeligen vom dänischen König Christian II. auf Burg Kalø gefangengehalten wird, gelingt die Flucht nach Lübeck.
- Im Kampf gegen das aufständische Schweden und um die Wiederherstellung der Kalmarer Union erobert der dänische Flottenführer Søren Norby die Insel Öland mit Schloss Borgholm.

#### Italien/Frankreich
Am 28. April, 15 Tage nach der Geburt ihrer Tochter Caterina stirbt Madeleine de la Tour d’Auvergne an den Folgen der schweren Entbindung. Als am 4. Mai auch Catarinas Vater Lorenzo di Piero de’ Medici, Stadtherr von Florenz und Herzog von Urbino, an einer schweren Krankheit stirbt, übernimmt ihr Großonkel Papst Leo X. die Vormundschaft über die Neugeborene. König Franz I. von Frankreich wünscht, dass die Waise – dank ihrer Mutter eine sehr wohlhabende Erbin – am französischen Hof aufwachsen soll. Leo X. folgt diesem Wunsch jedoch nicht, sondern lässt Caterina von Florenz nach Rom bringen, ernennt sie zur Herzogin von Urbino und plant, sie später mit dem Sohn seines gleichfalls früh verstorbenen Bruders Giuliano de’ Medici, Ippolito de’ Medici, zu verheiraten.
Stadtherr von Florenz wird nach dem Tod Lorenzos sein Verwandter Giulio de’ Medici.

#### Spanische Eroberungen in der „Neuen Welt“

##### Mexiko

Aztekengebiet vor der Ankunft der Spanier im Jahr 1519

Diego Velázquez de Cuéllar, Gouverneur von Kuba, entzieht seinem ehemaligen Sekretär und jetzigen Bürgermeister von Santiago de Cuba, Hernán Cortés, aus Furcht vor dessen Ehrgeiz den im Vorjahr erteilten Auftrag, eine Expedition nach Mexiko auszurichten. Davon unbeeindruckt setzt Cortés seine Vorbereitungen fort und bricht am 18. Februar mit 11 Schiffen und 670 Mann von Havanna aus auf. Wenig später landet die Flottille auf der vor Yucatán gelegenen Insel Cozumel. Dort berichten ihnen die Einheimischen von zwei Christen, die seit einigen Jahren bei den Maya leben. Einer von ihnen, Gerónimo de Aguilar, kann nach kurzer Suche gefunden werden und schließt sich ihnen begeistert an, der andere, Gonzalo Guerrero, hat es bei den Maya zu hohen Ehren gebracht und weigert sich, seine neue Heimat zu verlassen.

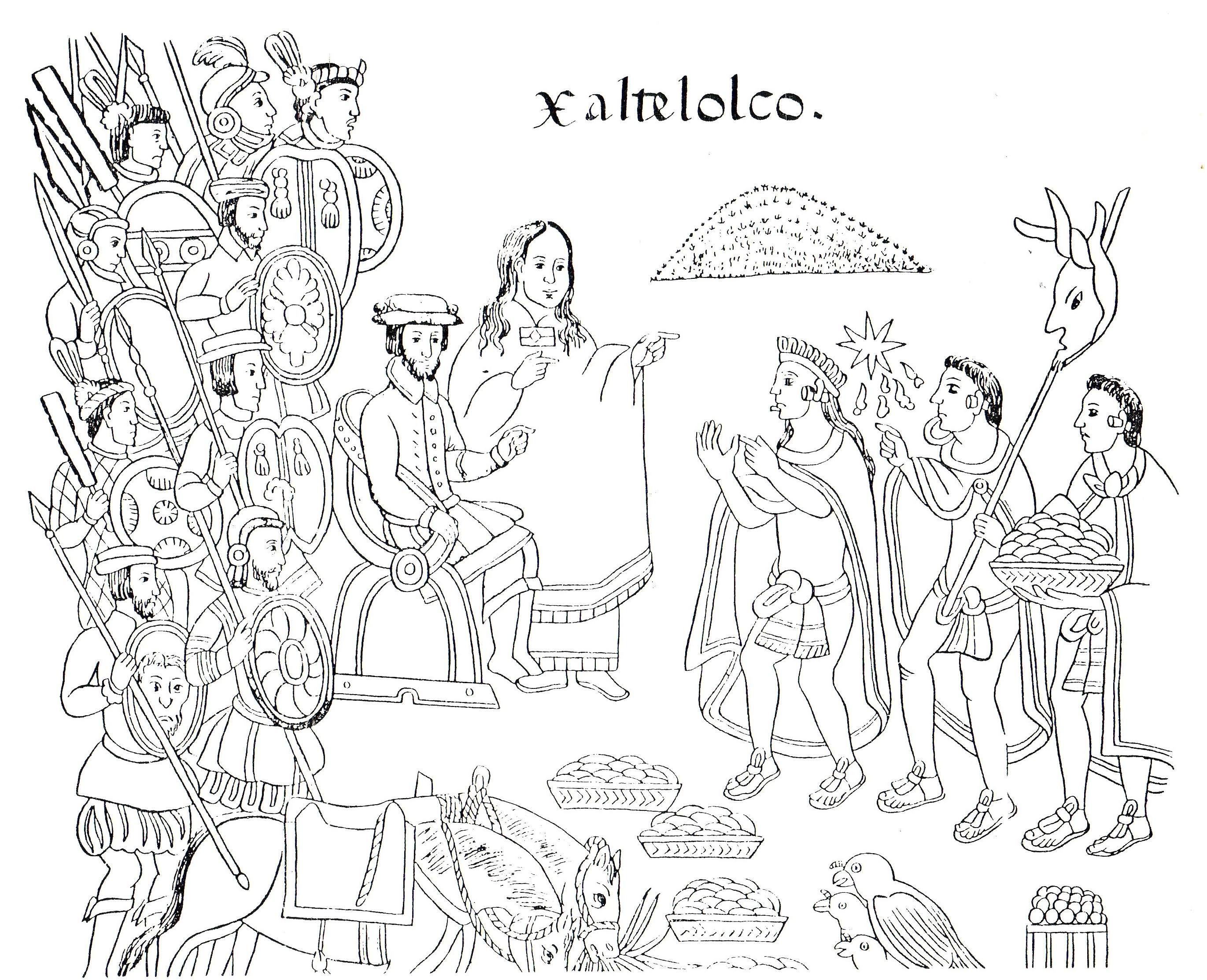
Malinche und Hernán Cortés; Altmexikanische Bilderhandschrift der Tlaxcalteken aus dem 16. Jahrhundert (Lienzo de Tlaxcala)

Am 12. März landen die Spanier in der Nähe von Potonchán am Fluss Tabasco, wo es zwei Tage später zu Kämpfen mit den Chontal-Maya kommt. Deren Halach Huinik (ranghöchster Fürst) Tabscoob übergibt ihnen nach seiner Niederlage am 15. März als Zeichen der Ehrerbietung zahlreiche Kostbarkeiten sowie 20 Sklavinnen, unter ihnen die 14-jährige Malinche. Sie ist den Spaniern zusammen mit Gerónimo de Aguilar durch ihre Kenntnis der Sprachen der Maya und derjenigen der Azteken, Nahuatl, sehr hilfreich und wird später Cortés’ Geliebte.
Hernán Cortés landet am 21. April an der Küste Mexikos bei San Juan de Ulúa in der Nähe der heutigen Stadt Veracruz. Moctezuma erfährt von der Landung der Spanier und sendet ihnen eine Delegation seiner engsten Vertrauten. Er gibt ihnen Geschenke aus Gold und Edelsteinen, Kleidung und prächtigem Federschmuck mit. Cortés’ Wunsch, ihn in Tenochtitlán besuchen zu dürfen, lehnt er jedoch ab. Mit seinen großzügigen Goldgeschenken will Moctezuma die Fremden besänftigen und sie dazu bewegen, das Land zu verlassen, bewirkt jedoch das Gegenteil. Die Totonaken, ein Vasallenvolk der Azteken, nehmen inzwischen mit Cortés Kontakt auf und schließen ein Bündnis mit ihm.

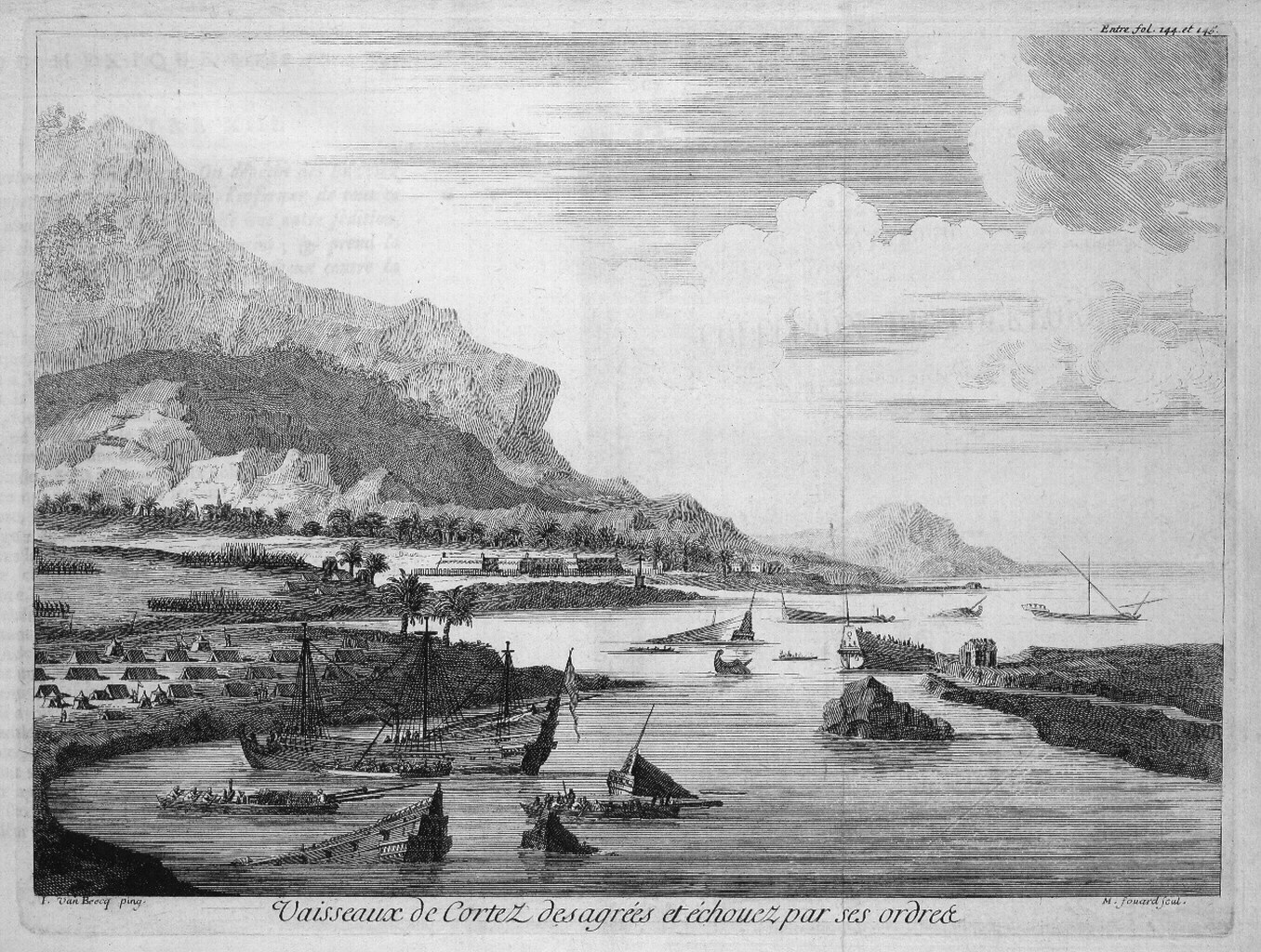
Cortés versenkt seine Schiffe; Kupferstich von Karel Donatus van Beecq (1638–1722)

Obwohl sein Auftrag der Erkundung des Gebietes mit der Landung erfüllt ist, verweigert Cortés seinen Soldaten die Rückkehr nach Kuba und gründet stattdessen die Siedlung Villa Rica de la Vera Cruz. Er setzt einen Stadtrat ein, der ihn zum Kapitängeneral ernennt, als solchen direkt der Krone unterstellt und ihn somit von den Pflichten Velázquez gegenüber entbindet. Um die Krone für seine Sache zu gewinnen, schickt er ein Schiff mit allem Gold, das die Neuankömmlinge auftreiben können, nach Spanien; alle anderen Schiffe lässt er aus Furcht vor Desertionen versenken. Am 16. August marschiert er mit mehreren hundert Spaniern und seinen totonakischen Verbündeten ins Landesinnere.
Bei Tlaxcala kommt es am 4. September zu Angriffen der Tlaxcalteken, die nur mit Hilfe von Feuerwaffen abgewehrt werden können. Der Kazike Xicoténcatl der Ältere schließt schließlich nach mehrtägigen Kämpfen Frieden mit den Spaniern und versorgt sie mit dringend benötigten Nahrungsmitteln. Zum Zeichen der Treue verheiratet er seine Tochter mit dem spanischen Hauptmann Pedro de Alvarado.
Nachdem sie erfahren haben, dass eine Streitmacht aus Tenochtitlán im Anmarsch ist, massakrieren die Spanier und ihre tlaxcaltekischen Verbündeten in einem Präventivschlag in der aztekischen Stadt Cholula am 18. Oktober mehrere hundert Menschen, unter ihnen die Oberschicht der Stadt und den König, an dessen Stelle ein Marionettenkönig eingesetzt wird, der sich ebenfalls mit den Spaniern verbündet.

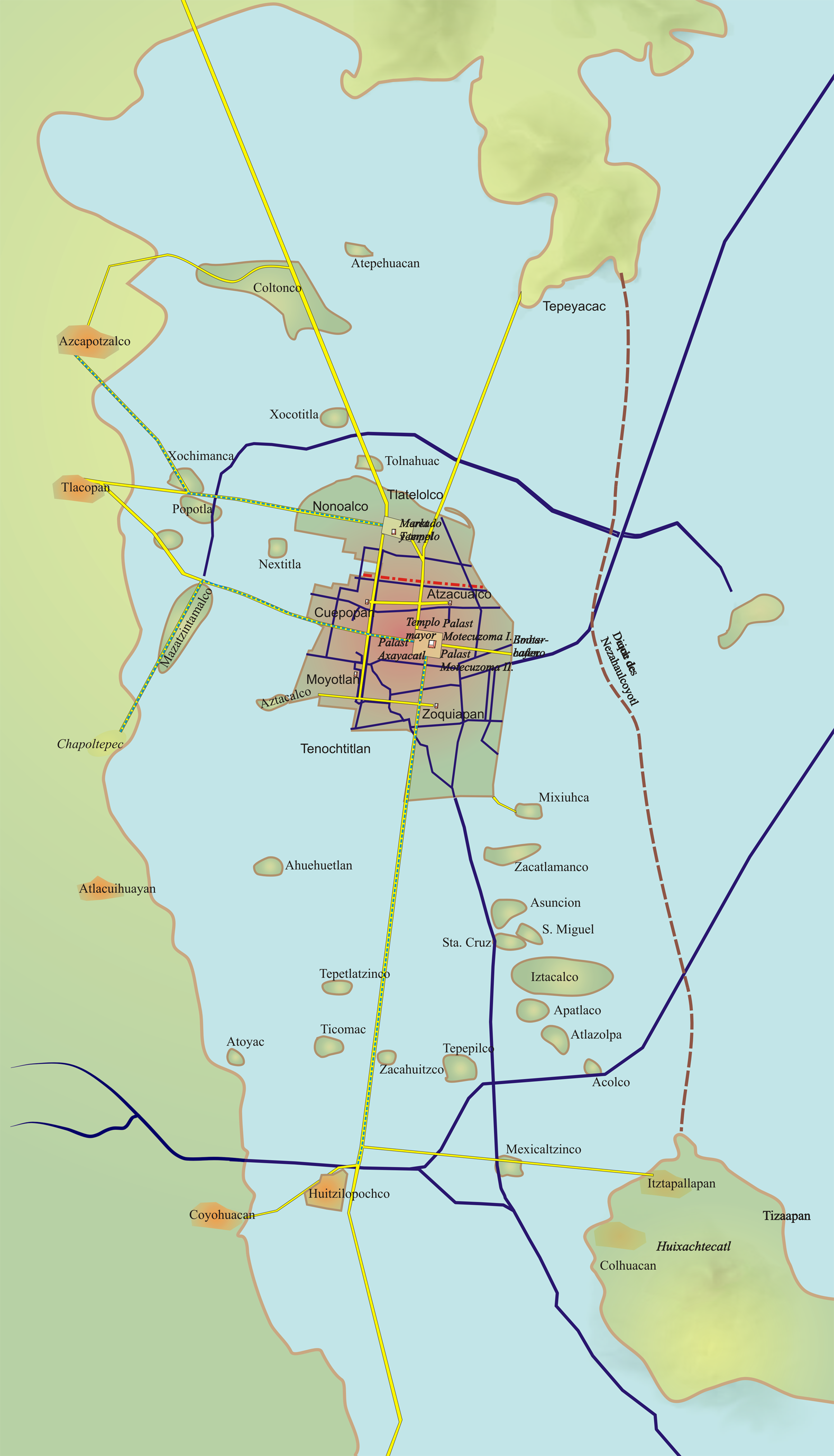
Rekonstruktion der Lage von Tenochtitlan und weiteren Orten am Festland und den Inseln im Texcoco-See

Am 8. November erreicht Cortés’ Streitmacht das Tal von Mexiko und die Stadt Tenochtitlan und wird von Moctezuma vor den Toren der Hauptstadt empfangen. Der Aztekenherrscher lässt den Spaniern den Palast seines verstorbenen Vaters Axayacatl als Wohnung anweisen. Tenochtitlán ist auf einigen Inseln im Texcoco-See erbaut worden und mit dem Festland nur durch drei Dämme verbunden.
Bei einem Gefecht der Azteken mit der in Veracruz zurückgebliebenen Garnison, werden um den 10. November der Kommandant Juan de Escalante und mehrere seiner Männer getötet. Der Kopf eines der Männer wird nach Tenochtitlán zu Moctezuma gesendet. Cortés nimmt Moctezuma daraufhin gefangen und bringt ihn ins Quartier der Spanier. Die aztekischen Hauptleute, die gegen Escalante gekämpft haben, werden verurteilt und öffentlich verbrannt.

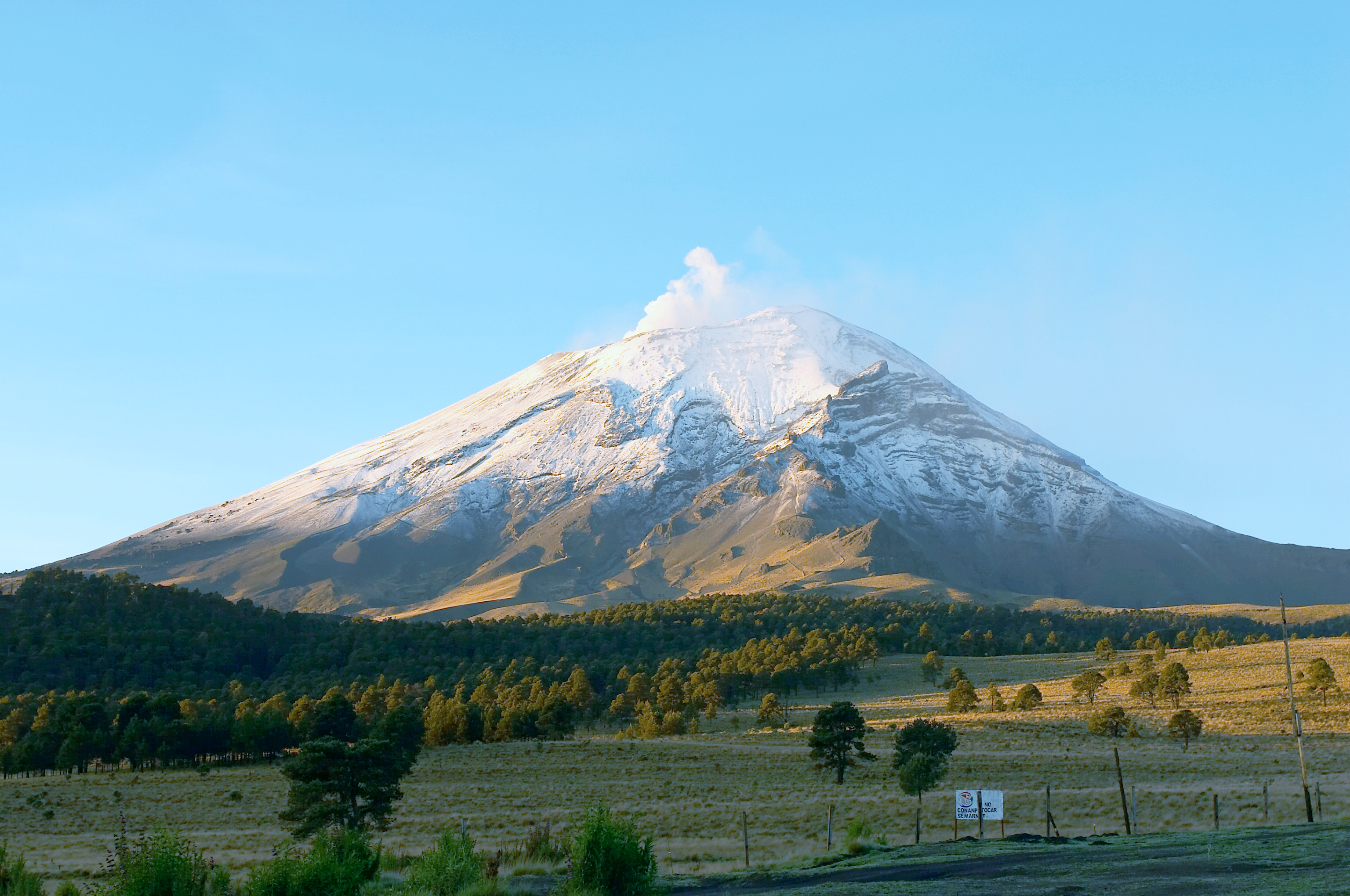
Popocatépetl

- November: Diego de Ordás besteigt zusammen mit zwei weiteren Konquistadoren den mexikanischen Vulkan Popocatépetl und stellt dabei einen Höhenweltrekord auf, der jahrhundertelang Bestand haben wird. Kaiser Karl V. gestattet de Ordás daraufhin, einen rauchenden Vulkan in seinem Wappen zu führen.

##### Weitere Orte im spanischen Weltreich
- 16. November: Die Hafenstadt Havanna auf Kuba wird auf ihren heutigen Standort verlegt.
- 15. August: Der spanische Gouverneur Pedro Arias Dávila gründet den Ort Nuestra Señora de la Asunción de Panamá, das heutige Panama-Stadt.

#### Magellans Weltumsegelung
Wegen der Kandidatur des spanischen Königs Karl I. zum römisch-deutschen König gerät Ferdinand Magellans geplante Expedition im Frühjahr in einen finanziellen Engpass, aus dem sie sich erst befreien kann, als der Kaufmann Cristóbal de Haro als Investor einsteigt. Zu einer weiteren Verzögerung kommt es im Sommer, weil zu wenige spanische Seeleute bereit sind, an der risikoreichen Fahrt teilzunehmen, und Magellan die Reihen mit portugiesischen Landsleuten auffüllen lässt – was wiederum bei seinen Auftraggebern für Missbehagen sorgt. Sie setzen eine zahlenmäßige Beschränkung für Matrosen und Schiffsjungen aus Portugal durch. Außerdem opfert Magellan seinen Kompagnon Rui Faleiro, der als zweiter Kapitän neben Magellan abgesetzt und von der Expedition ausgeschlossen wird.

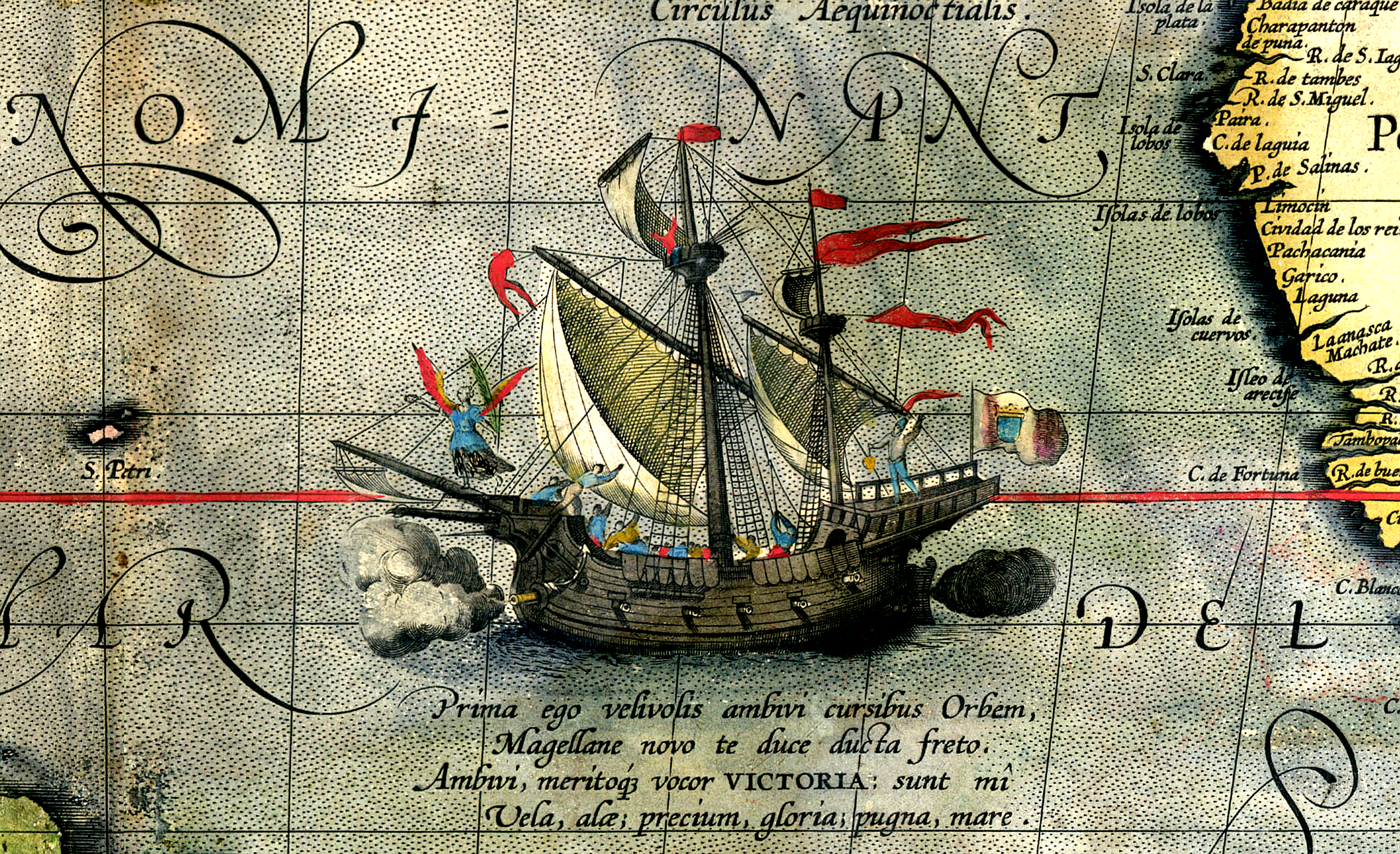
Magellans Schiff Victoria, Detail aus einer Weltkarte des Abraham Ortelius

Von Sevilla aus beginnt Ferdinand Magellans Flotte am 10. August seine geplante Reise auf der Suche nach den Gewürzinseln. Magellan selbst ist nicht an Bord; er folgt erst, nachdem er am 24. August sein Testament aufgesetzt hat. Seine Flotte, bestehend aus den Schiffen Trinidad, San Antonio, Concepción, Victoria und Santiago, segelt unter der kaiserlichen Flagge des heiligen Römischen Reiches den Guadalquivir hinab in Richtung Ozean. In Sanlúcar de Barrameda muss Magellan erst einmal fünf Wochen warten, da die spanischen Behörden versuchen, die Fahrt des gebürtigen Portugiesen zu behindern. Erst am 20. September kann die Flotte in See stechen. König Manuel I. von Portugal entsendet Schiffe nach Brasilien und ans südliche Afrika, um der Flotte den Weg abzusperren, ein Vorhaben, das nicht gelingt.
Magellans Schiffe nehmen am 26. September auf der Kanareninsel Teneriffa Proviant auf. Am 3. Oktober erreichten sie die Kapverden, am 20. November wird der Äquator überquert. Durch den weit südlich verlaufenden Kurs gerät die Flotte aus der Passatzone und verliert Zeit. Die spanischen Kapitäne stellen den Oberbefehlshaber deshalb zur Rede. Magellan betrachtet dies als Affront und lässt den Nächstkommandierenden Juan de Cartagena, der sich als conjunta persona, als dem Generalkapitän beigeordnet, ihm ebenbürtig fühlt und dies in der Auseinandersetzung deutlich macht, festsetzen.
Die Flotte erreicht am 6. Dezember Südamerika und geht am 13. Dezember in einer Bucht vor Anker, die Magellan Bahia de Santa Lucía nennt, die heutige Bucht von Rio de Janeiro. Die dortige indigene Bevölkerung hält die Weißen für Götter, da gleichzeitig mit ihrer Ankunft zum ersten Mal seit langer Zeit Regen fällt, und sind ihnen daher freundlich gesinnt. Um den vermuteten paso, die Durchfahrt ins Südmeer, nicht zu übersehen, tastet sich die Flotte bis Ende des Jahres langsam an der südamerikanischen Küste hinunter.

### Wirtschaft
- Ende des Jahres: Auf Anweisung der Grafen Schlik werden noch ohne Genehmigung in der Münzstätte Sankt Joachimsthal in Böhmen vermutlich die ersten Joachimstaler geschlagen.

### Kultur
| Kultur | Kultur |
| --- | ------ |
| - Cinquecento in Italien - Renaissance - Hochrenaissance in Italien - Frührenaissance im deutschsprachigen Raum - Spätgotik - Manuelinik in Portugal - Plateresker Stil in Spanien |        |

#### Literatur

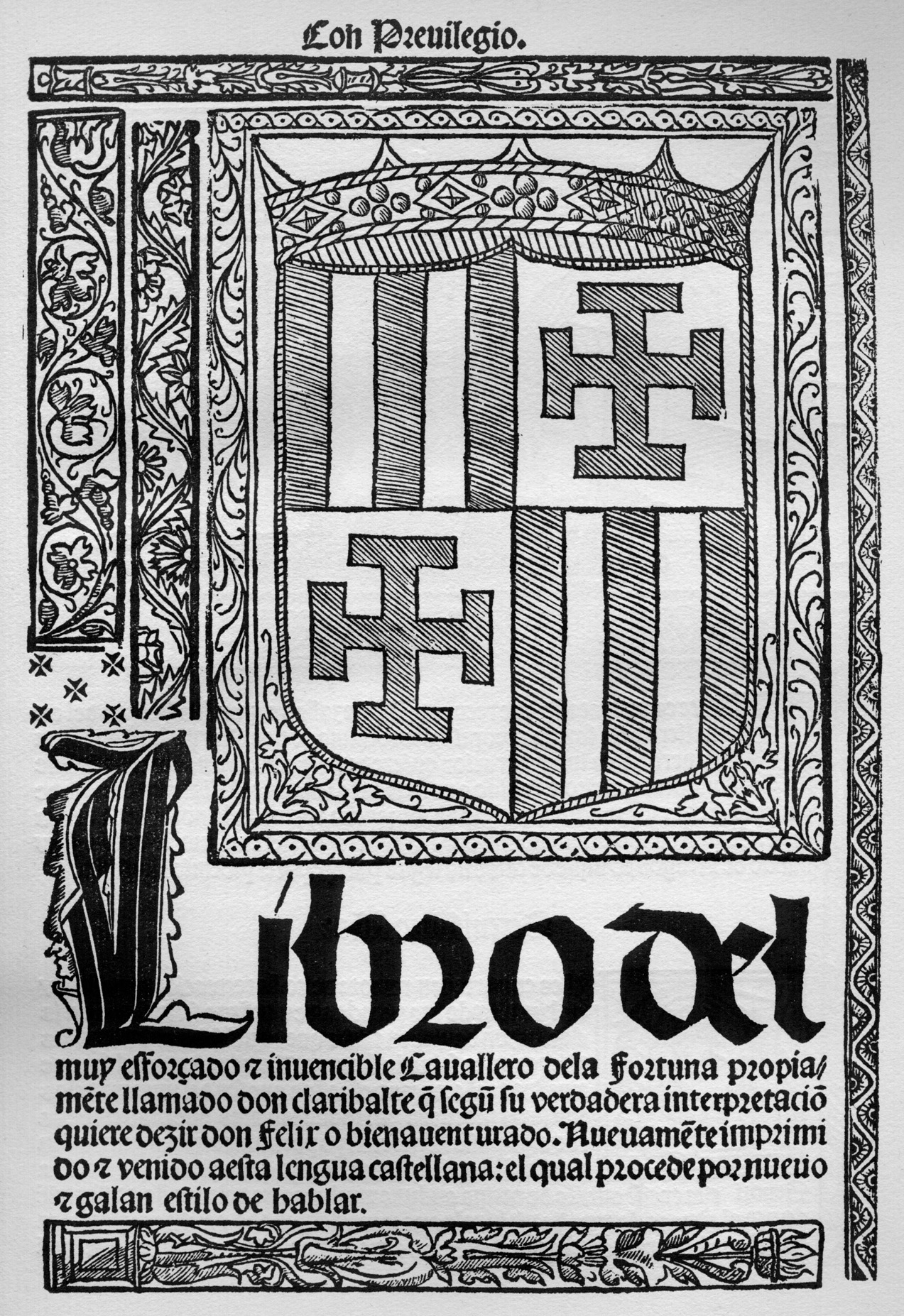
Libro de [...] Don Claribalte, (Valencia, 1519)

#### Bildende Kunst

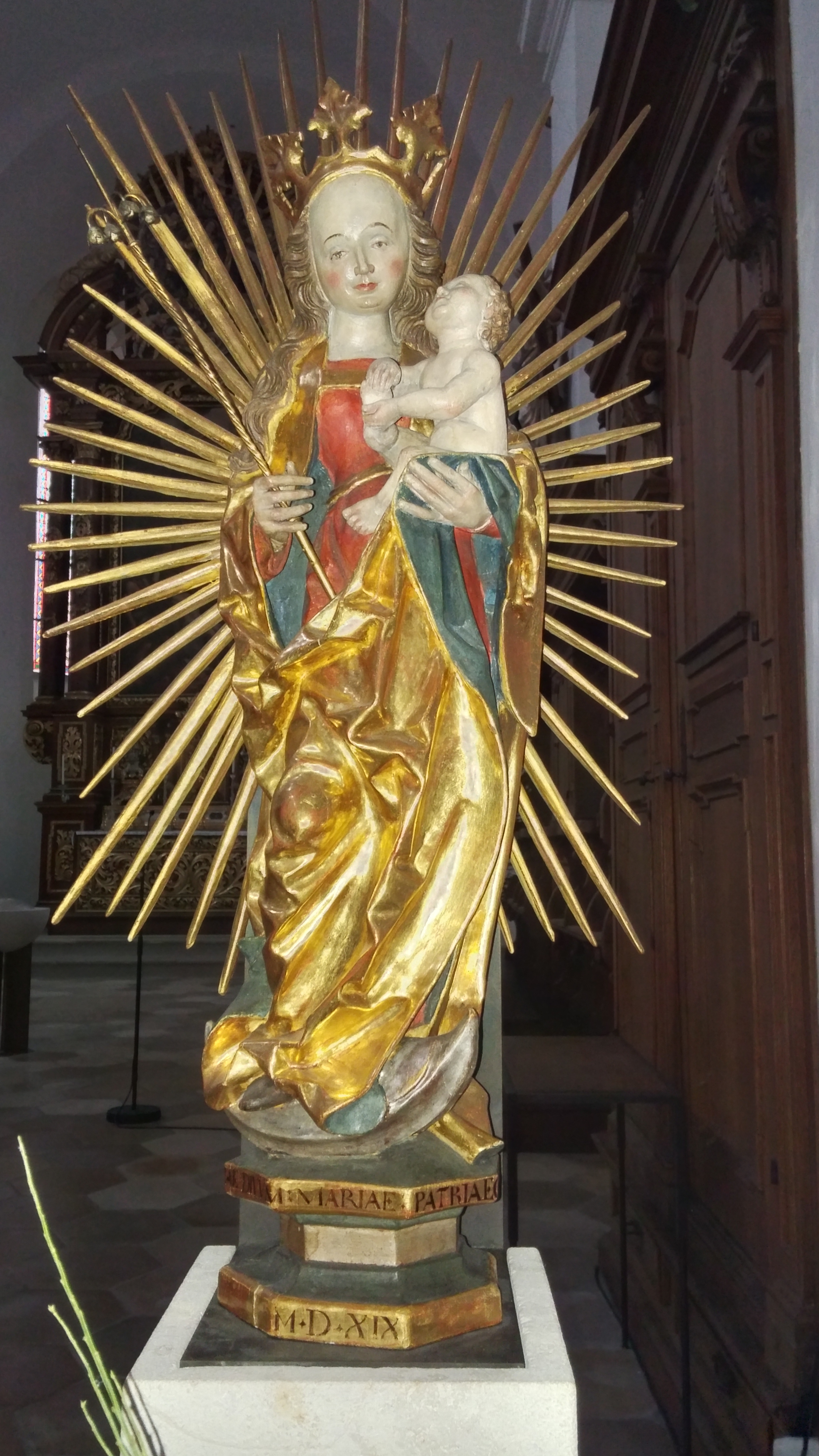
Spalter Madonna

Georg Spalatin, der Mittler zwischen Martin Luther und dem Kurfürsten Friedrich III. von Sachsen, sorgt dafür, dass eine 60 Zentimeter hohe Madonnenstatue, die später so genannte Spalter Madonna, als Geschenk aus der Wittenberger Heiltums-Sammlung in die Kirche St. Emmeram in seine Heimatstadt Spalt gelangt. Die von einem unbekannten Meister geschaffene Figur zeigt Maria mit dem Jesuskind auf dem linken Arm und wurde wahrscheinlich anlässlich eines großen Ablasses im Vorjahr geschaffen.

### Religion

#### Kirchenhierarchie
- Nach dem Tod von Lorenz von Bibra am 6. Februar folgt ihm Konrad II. von Thüngen als Fürstbischof von Würzburg.
- Matthäus Lang von Wellenburg, der bisherige Koadjutor, folgt dem am 8. Juni gestorbenen Leonhard von Keutschach als Erzbischof von Salzburg.
- 17. August: Guillaume III. de Croÿ, seit 1517 Erzbischof von Toledo, verzichtet auf das Bistum Cambrai zugunsten seines jüngeren Bruders Robert de Croÿ, der mit 19 Jahren das Bistum übernimmt. Die Bischofsweihe erhält er erst zehn Jahre später.

#### Reformation
Ulrich Zwingli kommt am 1. Januar nach drei Jahren in Einsiedeln als Leutpriester ans Grossmünsterstift in Zürich, wo er mit seinen Predigten das Volk und den Rat der Stadt von der Reformation überzeugt.

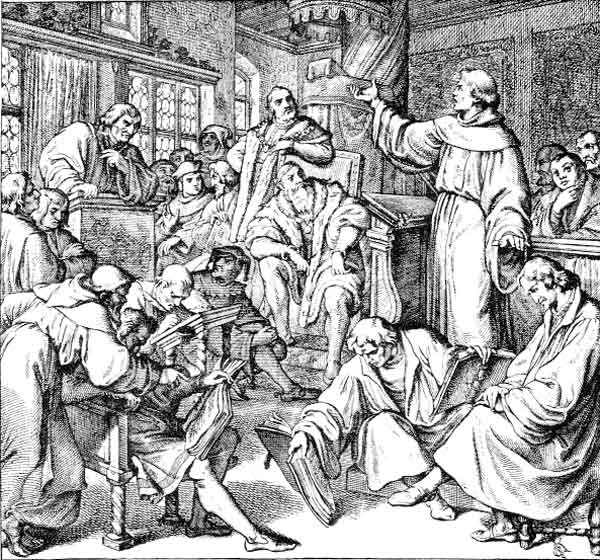
Leipziger Disputation zwischen Luther und Eck

In Leipzig findet zwischen dem 27. Juni und dem 16. Juli ein theologisches Streitgespräch zwischen dem Ingolstädter Theologen Johannes Eck und den Wittenberger Theologen Martin Luther und Andreas Karlstadt statt. Bei der Leipziger Disputation werden Unterschiede in der Begründung des Papstamtes offensichtlich. Eck bringt Luther dazu, sich zu Thesen des vom Konstanzer Konzil verurteilten Jan Hus zu bekennen, womit Luther neben der Autorität des Papstes auch die Autorität von Konzilien relativiert hat.

### Katastrophen
- In Europa breitet sich seit dem Vorjahr eine neuerliche Pestwelle aus, der unter anderem der Ablassprediger Johann Tetzel zum Opfer fällt.
- 1518/1519: Die von den Spaniern eingeschleppten Pocken lösen verheerende Epidemien unter den Ureinwohnern aus.

## Geboren

### Erstes Halbjahr

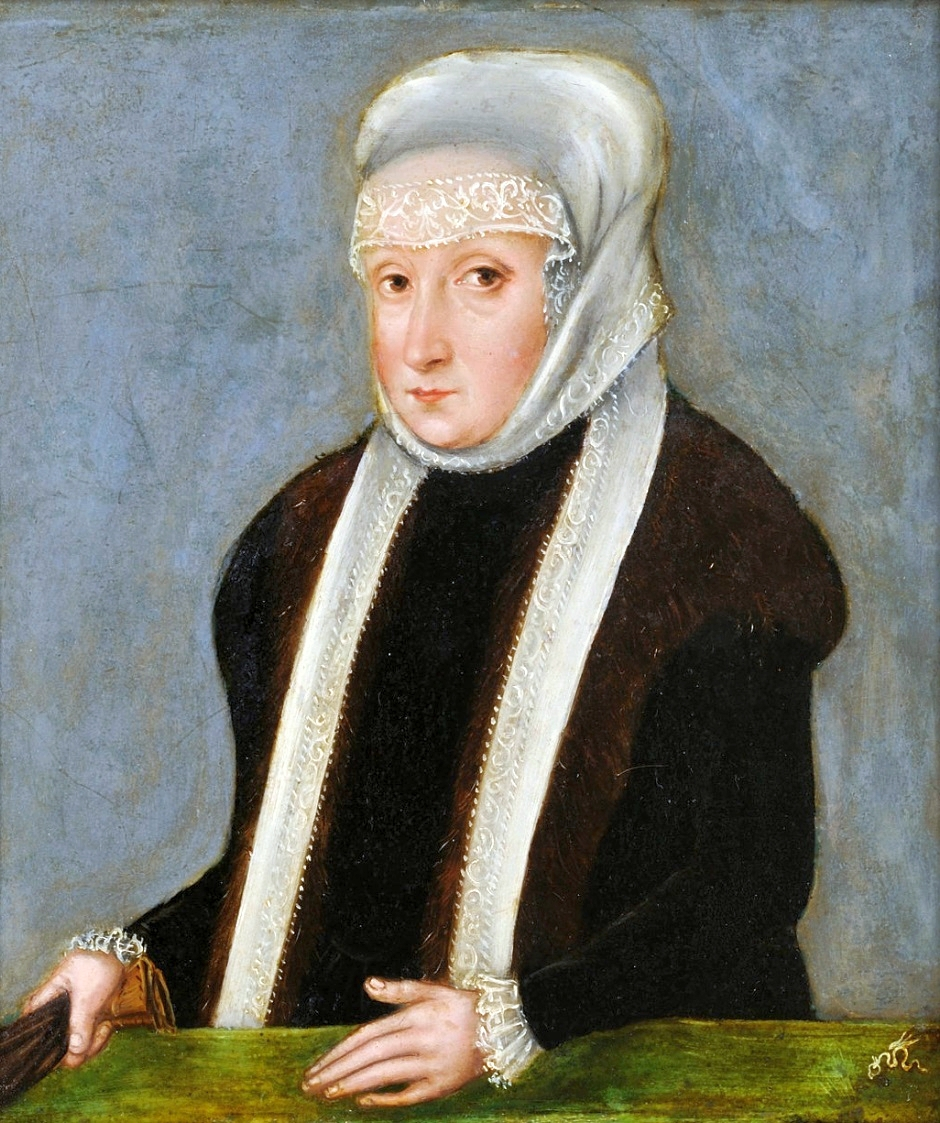
Isabella Jagiellonica, Miniatur von Lukas Cranach

- 18. Januar: Isabella Jagiellonica, polnisch-litauische Prinzessin, Königin von Ungarn († 1559)
- 05. Februar: Renatus, Fürst von Oranien, Herr von Breda und Graf von Vianden († 1544)
- 06. Februar: Georg IV. Fuchs von Rügheim, Bischof von Bamberg und Fürstbischof des Hochstiftes Bamberg († 1561)
- 16. Februar: Gaspard II. de Coligny, französischer Adeliger, Admiral und Hugenottenführer, eines der ersten Opfer der Bartholomäusnacht († 1572)
- 17. Februar: François de Lorraine, Herzog von Guise, französischer Heerführer und Staatsmann († 1563)
- 19. Februar: Froben Christoph von Zimmern, schwäbischer Adeliger und Chronist († 1566)
- 01. März: Petrus Vincentius, deutscher Rhetoriker, Ethiker, Dialekt und Pädagoge († 1581)
- 14. März: Eustachius von Knobelsdorff, deutscher neulateinischer Lyriker und Epiker († 1571)
- 17. März: Thoinot Arbeau, französischer Kanoniker und Autor († 1595)

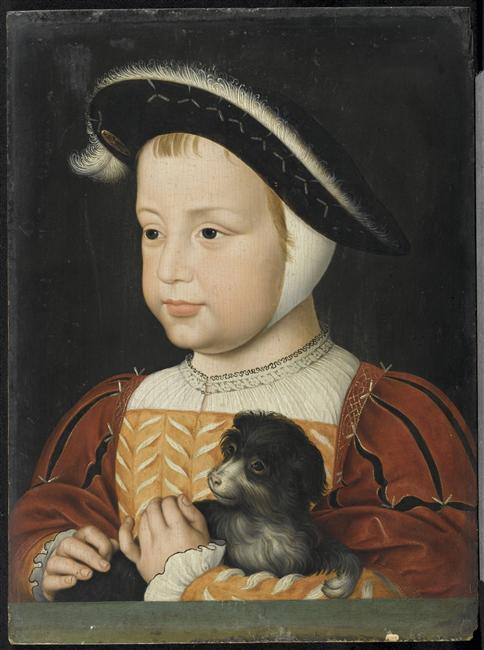
Heinrich II. als Kind

- 31. März: Heinrich II., König von Frankreich († 1559)
- 31. März: Johann Konrad Ulmer, evangelischer Theologe und vielseitig interessierter Gelehrter († 1600)

- 13. April: Caterina de’ Medici, Königin und Regentin von Frankreich († 1589)
- 03. Mai: Konrad Matthäus, deutscher Jurist († 1580)
- 27. Mai: Girolamo Mei, italienischer Historiker und Humanist († 1594)

- 06. Juni: Andrea Cesalpino, italienischer Arzt, Philosoph, Botaniker und Physiologe († 1603)

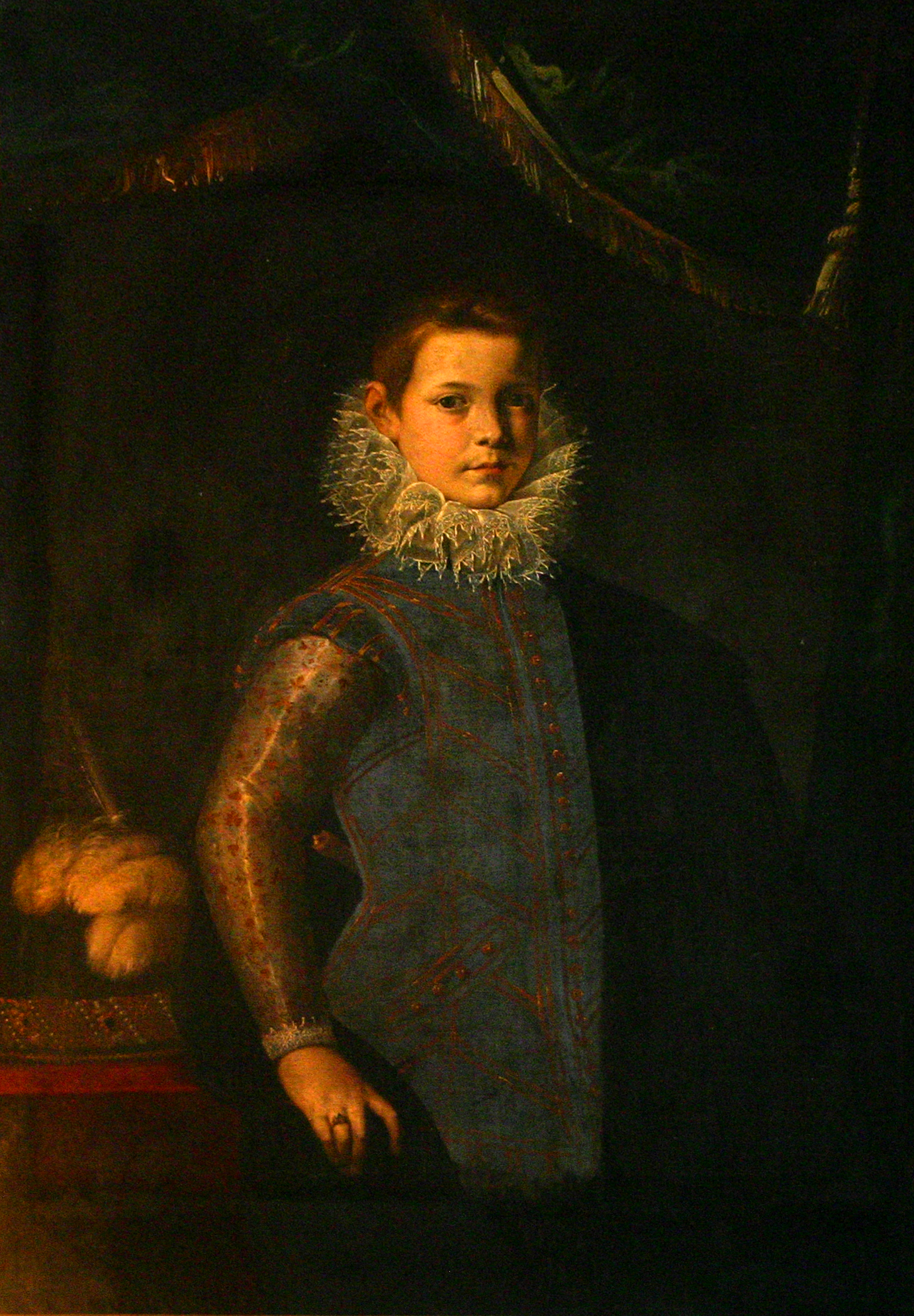
Cosimo Medici als Knabe

- 12. Juni: Cosimo I. de’ Medici, Herzog von Florenz und Großherzog der Toskana († 1574)
- 15. Juni: Henry Fitzroy, 1. Duke of Richmond and Somerset, englischer Adeliger, unehelicher Sohn König Heinrichs VIII. († 1536)
- 23. Juni: Johannes Goropius Becanus, niederländischer Arzt, Linguist und Humanist († 1572)

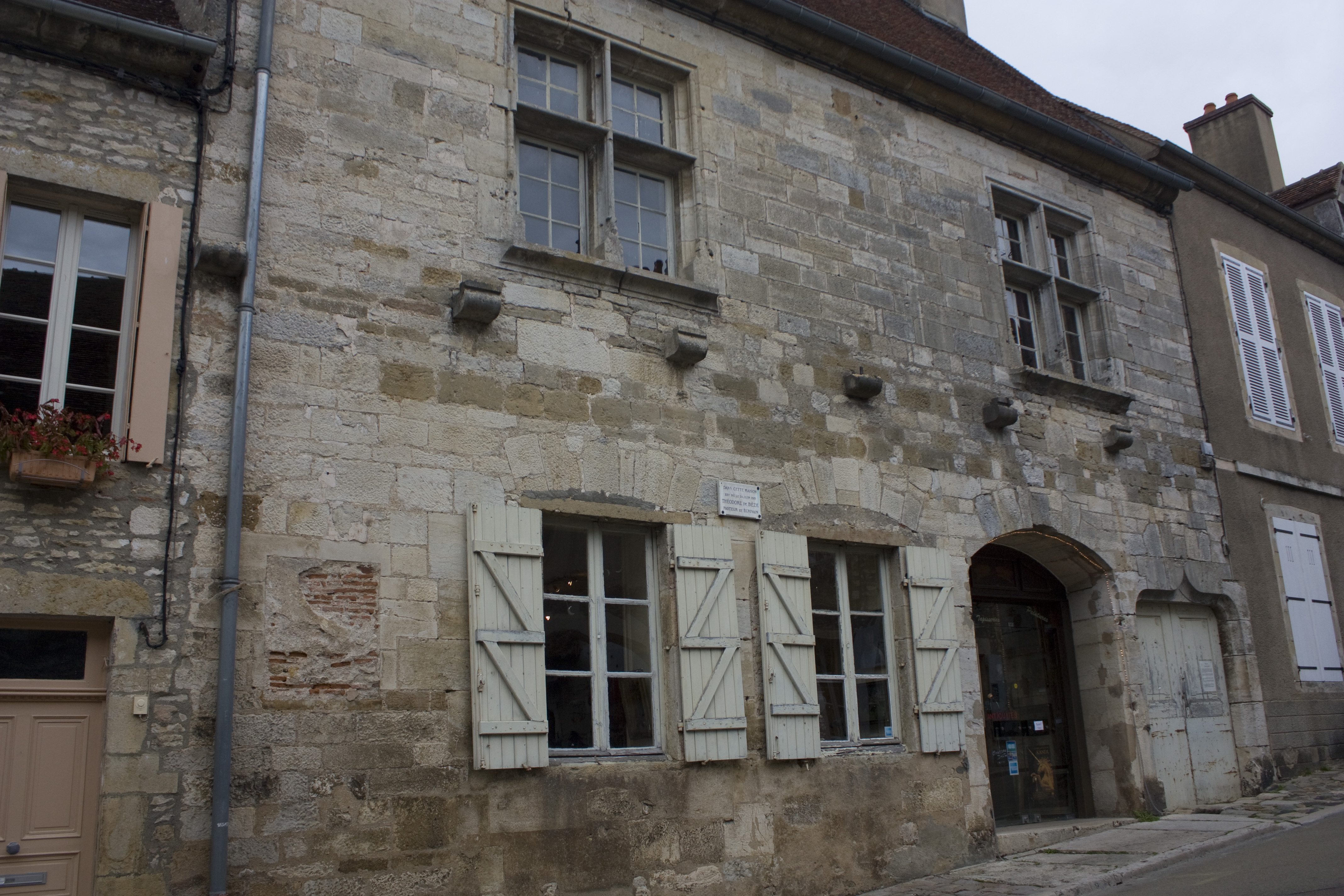
Geburtshaus Théodore de Bèze in Vézelay

- 24. Juni: Théodore de Bèze, Genfer Reformator französischer Herkunft († 1605)
- 29. Juni: Johann Kittel, deutscher Theologe und Pädagoge († 1590)

### Zweites Halbjahr
- 10. Juli: Konrad zu Castell, Herrscher der Grafschaft Castell († 1577)
- 13. Juli: Ulrich von Mordeisen, sächsischer Politiker und Diplomat († 1572)
- 20. Juli: Giovanni Antonio Facchinetti, unter dem Namen Innozenz IX. Papst († 1591)

- 07. September: Matthäus Vogel, deutscher evangelischer Theologe († 1591)
- 21. September: Hugolin Martelli, Bischof von Glandèves († 1592)
- 23. September: François de Bourbon, Graf von Enghien, französischer Feldherr († 1546)

- 02. Oktober: Rudolf Gwalther, Zürcher reformierter Theologe und Reformator († 1586)
- 14. Oktober: Marie von Brandenburg-Kulmbach, Kurfürstin von der Pfalz († 1567)

- 16. November: Willibald Imhoff, Nürnberger Patrizier, Kunstsammler, Kaufmann und Bankier († 1580)
- 20./22. November: Johann Crato von Krafftheim, deutscher Humanist und Arzt († 1585)

- 12. Dezember: Nikolaus Varnbüler, württembergischer Rechtswissenschaftler und Diplomat († 1604)
- 20. Dezember: Johann Schneidewein, deutscher Jurist († 1568)

### Genaues Geburtsdatum unbekannt
- Jerónimo de Alderete, spanischer Konquistador († 1556)
- Giovanni Maria Barbieri, italienischer Philologe und Romanist († 1574)
- Hendrick van den Broeck, flämischer Maler und Kupferstecher († 1597)
- Katharina von Cordona, katalanische Adelige († 1577)
- Thomas Gresham, Mitbesitzer des größten englischen Handelshauses seiner Epoche († 1579)
- Edmund Grindal, Erzbischof von Canterbury und York, Bischof von London († 1583)
- Kaspar Gropper, katholischer Theologe, Kirchenpolitiker und Jurist († 1594)
- Rütger von der Horst, niederrheinischer Ministeriale († 1582)
- Imagawa Yoshimoto, japanischer Kriegsherr († 1560)
- Kanō Shōei, japanischer Maler († 1592)
- Johann Kerkring, Ratsherr der Hansestadt Lübeck († 1595)
- Hermann von Kerssenbrock, Rektor des Gymnasiums Paulinum in Münster († 1585)
- Kılıç Ali Pascha, osmanischer Admiral und Korsar († 1587)
- Pedro Menéndez de Avilés, spanischer Admiral, erster Gouverneur der spanischen Kolonie Florida († 1574)
- Hieronymus Opitz der Ältere, deutscher lutherischer Theologe († 1591)
- Stanisław Ostroróg, Kastellan von Międzyrzecz und Kamień Pomorski, Führer der Reformation in Großpolen († 1568)
- Bernard Gilles Penot, französischer Alchemist und Arzt († 1617)
- Claude de Rohan-Gié, Comtesse de Thoury, französische Adelige, eine der letzten Mätressen des französischen Königs Franz I. († nach 1579)
- Edwin Sandys, Bischof von Worcester und London, Erzbischof von York († 1588)
- Laurence Saunders, englischer Geistlicher und evangelischer Märtyrer († 1555)
- Adam von Schwalbach, Großprior von Deutschland des Johanniterordens und Reichsfürst von Heitersheim († 1573)
- Damian von Sebottendorf, deutscher Hofrat, Reichspfennigmeister im Ober- und Niedersächsischen Reichskreis, Geheimsekretär für den Kurfürsten Moritz von Sachsen († 1585)
- Giovanni Antonio Serbelloni, italienischer Bischof und Kardinal († 1591)

### Geboren um 1519
- Girolamo Benzoni, italienischer Reisender und Historiker († nach 1572)
- Meliora vom Grüth, Zürcher Benediktinerin und Klostervorsteherin († 1599)
- 1519/1520: Pîr Mehmet, osmanischer Dichter, Chronist, Übersetzer und Biograph († 1571)
- 1519/1520: Abraham Werner, deutscher Mediziner und Hochschullehrer († 1589)

## Gestorben

### Januar bis April
- 01. Januar: Ulrich Pinder, Leibarzt des Kurfürsten Friedrich III. von Sachsen, Herausgeber und Buchdrucker
- 12. Januar: Maximilian I. von Habsburg, Kaiser des Heiligen Römischen Reichs (* 1459)
- 14. Januar: Wendelin Steinbach, deutscher Theologe (* 1454)
- 21. Januar: Luigi d’Aragona, Kardinal der katholischen Kirche (* 1474)
- 000Januar: Maria von Baden, Prinzessin von Baden, Äbtissin des Klosters Lichtenthal (* 1473)
- 000Januar: Vasco Núñez de Balboa, spanischer Entdecker, Konquistador und Abenteurer (* 1475)

- zwischen 1. und 9. Februar: Václav Koranda von Pilsen, böhmischer hussitischer Theologe und Universitäts-Magister (* zwischen 1422 und 1424)
- 06. Februar: Lorenz von Bibra, Fürstbischof von Würzburg (* 1459)

- 29. März: Francesco II. Gonzaga, Markgraf von Mantua (* 1466)
- 30. März: Bianca von Montferrat, Herzogin und Regentin von Savoyen (* 1472)
- 000März: Dorothea von Brandenburg, Herzogin von Sachsen-Lauenburg (* 1446)

- 12. April: Georgius Eberhard, Abt im Kloster St. Blasien im Südschwarzwald
- 15. April: Heinrich von Württemberg, Graf von Württemberg-Mömpelgard (* 1448)
- 18. April: Sibylle von Bayern, Kurfürstin von der Pfalz (* 1489)
- 19. April: Thüring Fricker, Schweizer Politiker (* um 1429)
- 28. April: Madeleine de la Tour d’Auvergne, Gräfin der Auvergne, Mutter von Caterina de’ Medici (* 1495)

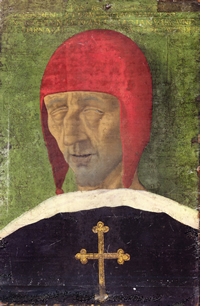
Totenbild Maximilians I.
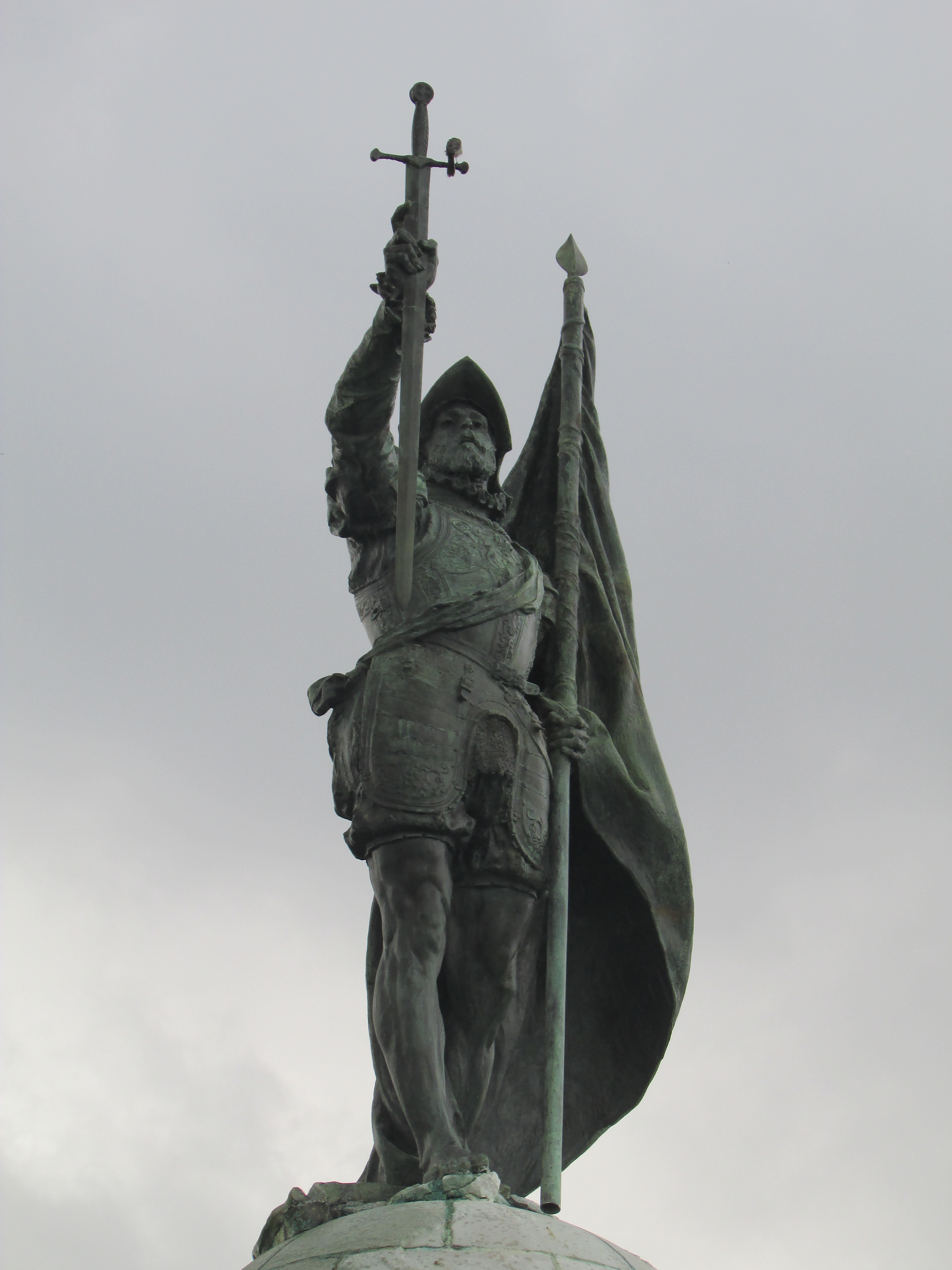
Bronzestatue von Balboa in Panama
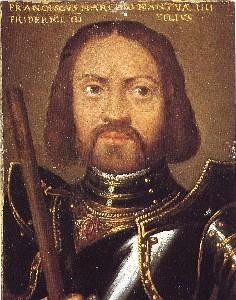
Francesco II. Gonzaga
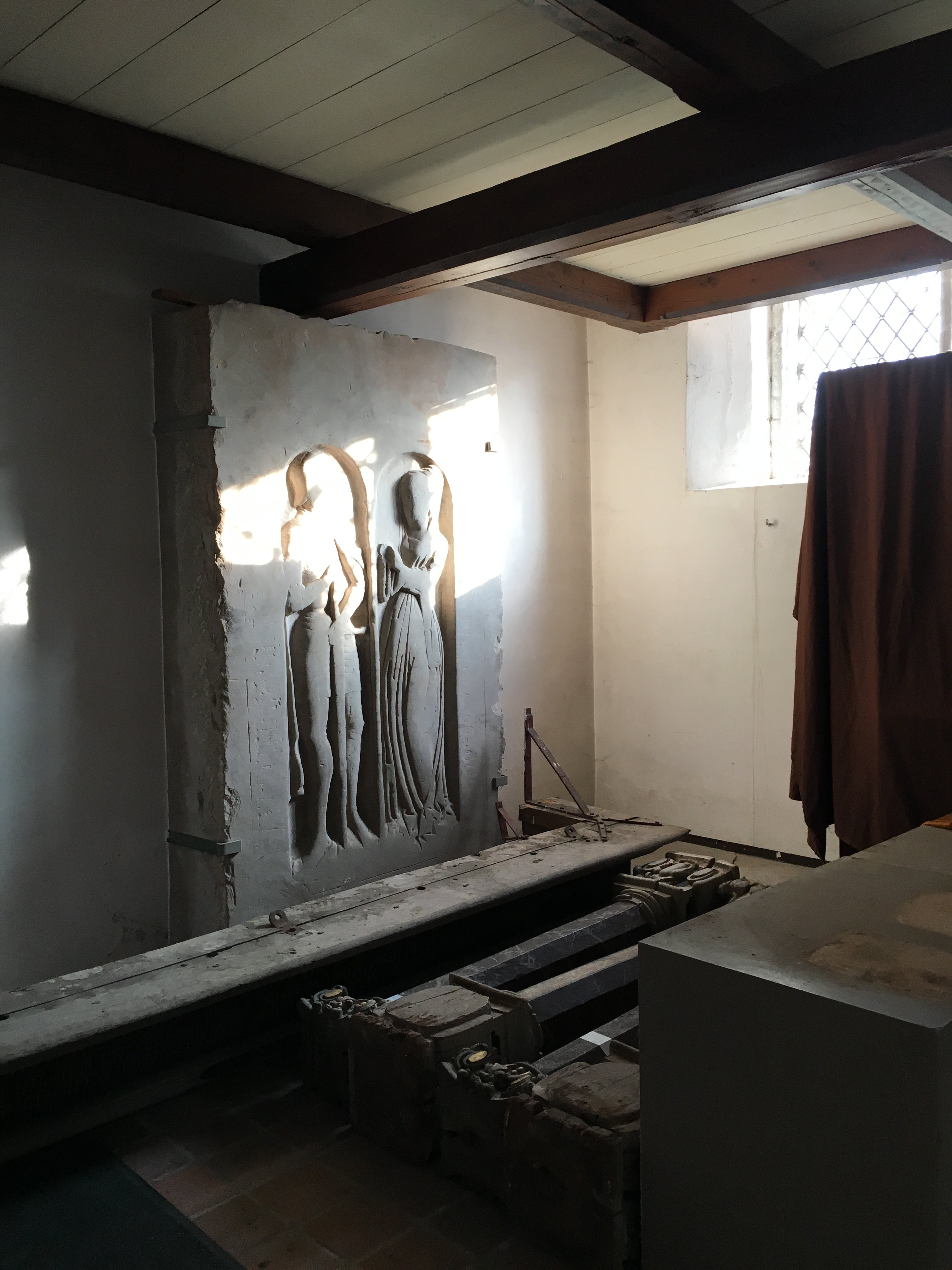
Grabplatte Dorothea von Brandenburg im Ratzeburger Dom
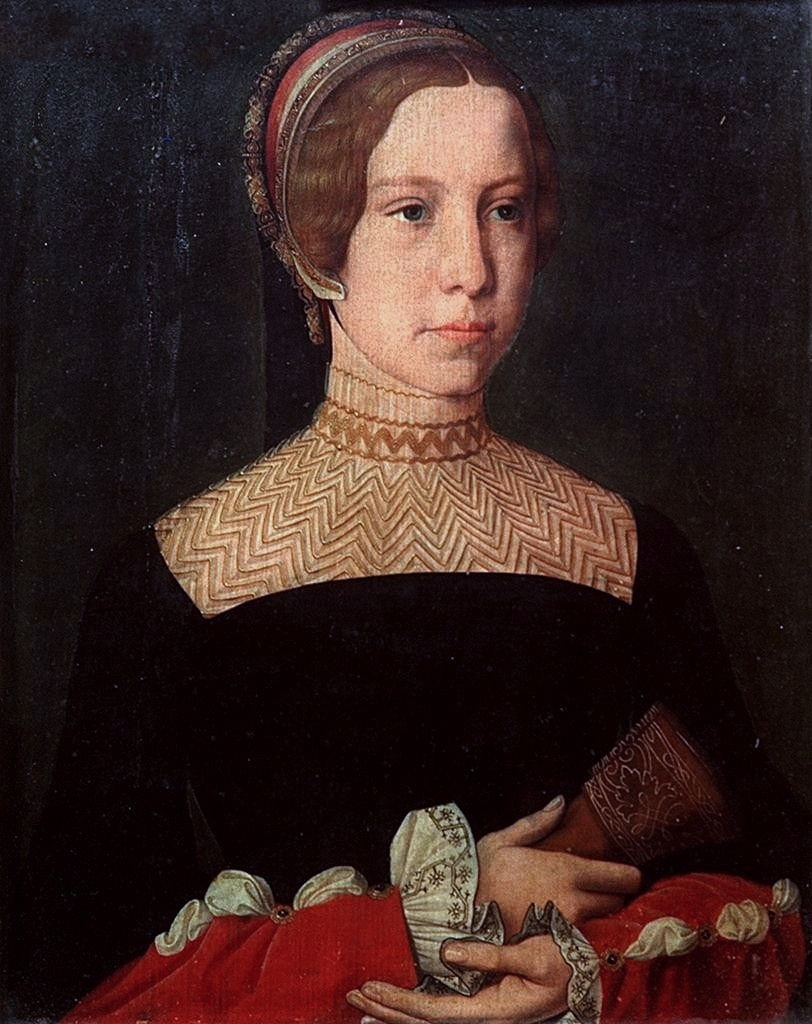
Madeleine de la Tour d’Auvergne

### Mai bis August

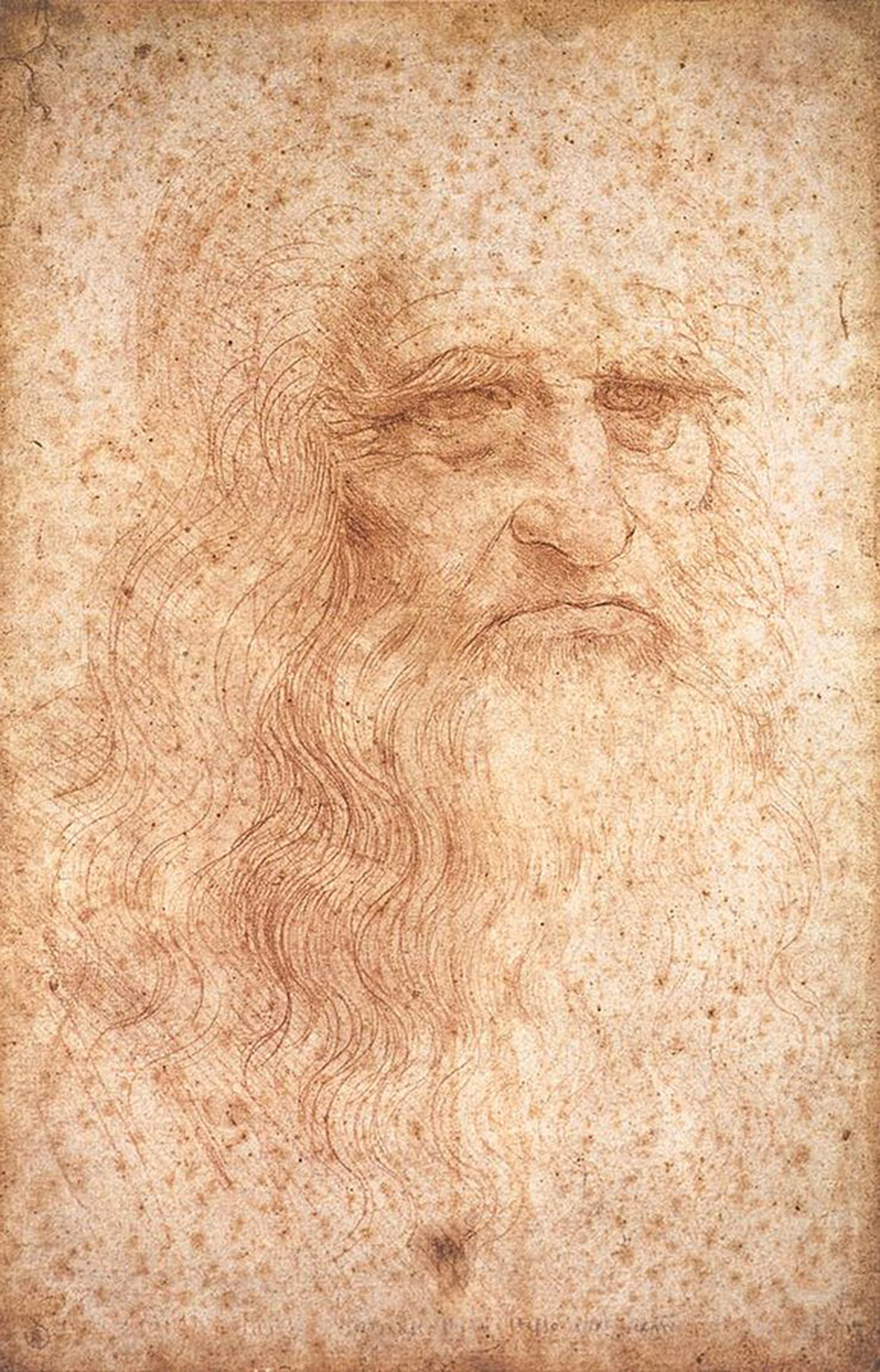
Leonardo da Vinci, Selbstbildnis als alter Mann

- 02. Mai: Leonardo da Vinci, italienischer Universalgelehrter, Maler, Bildhauer, Architekt, Anatom, Mechaniker, Ingenieur und Naturphilosoph (* 1452)
- 03. Mai: Magnus Hundt, deutscher Philosoph, Arzt, Anatom und Theologe (* 1449)
- 04. Mai: Lorenzo di Piero de’ Medici, Herzog von Urbino und Herrscher von Florenz (* 1492)
- 09. Mai: Jodocus Trutfetter, deutscher katholischer Theologe, Logiker, Rhetoriker und Philosoph (* um 1460)
- 13. Mai: Artus Gouffier de Boisy, französischer Staatsmann, Großmeister von Frankreich (* 1474)
- 28. Mai: Bernardo Bembo, Staatsmann der Republik Venedig (* 1433)

- 02. Juni: Philipp von Luxemburg, Kardinal der katholischen Kirche (* 1445)
- 08. Juni: Leonhard von Keutschach, Erzbischof von Salzburg (* um 1442)

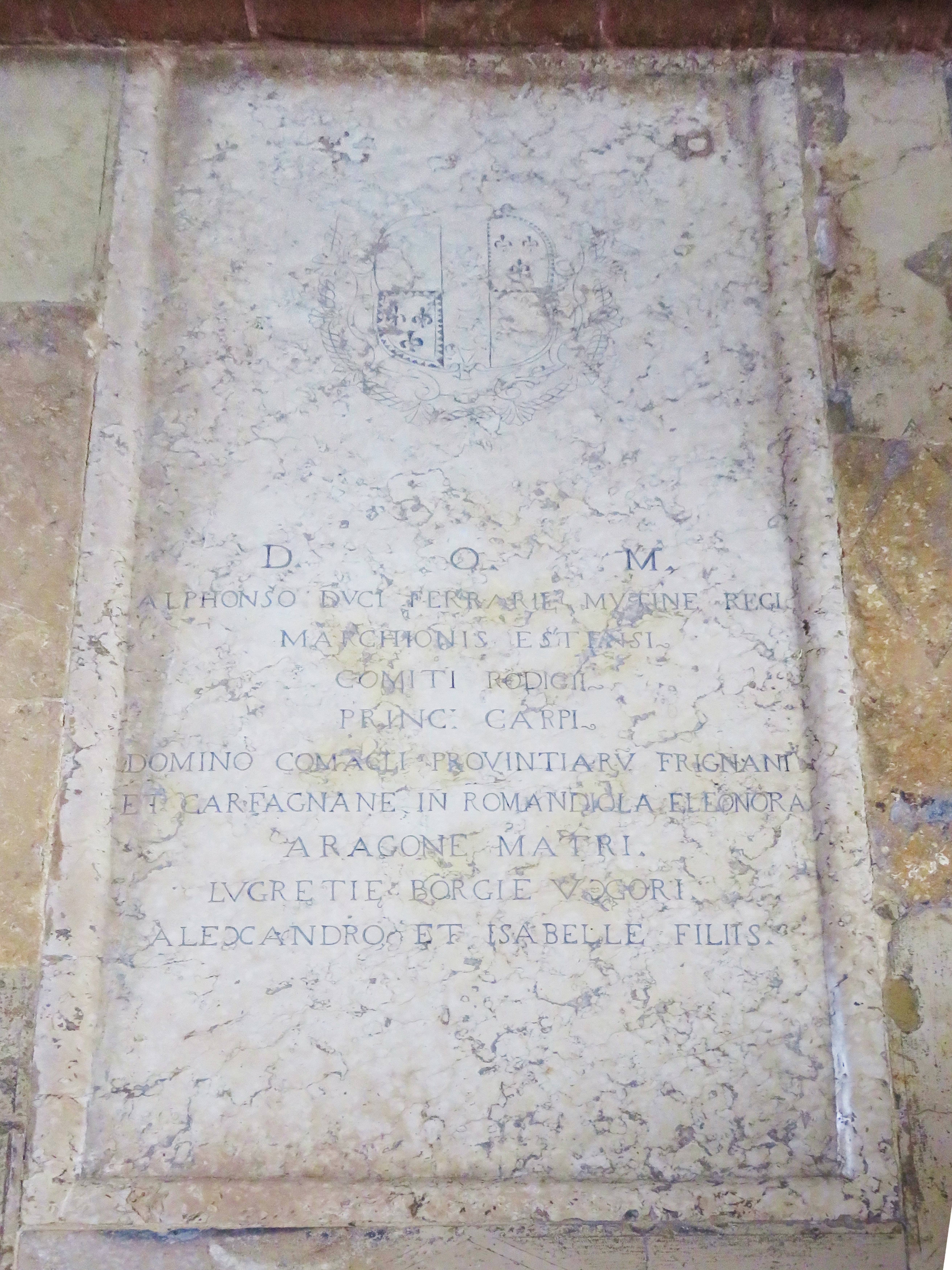
Das Grab von Lucrezia Borgia und Alfonso I. d’Este

- 24. Juni: Lucrezia Borgia, spanisch-italienische Renaissance-Fürstin, Herzogin von Ferrara (* 1480)

- 02. Juli: Francesco Bonsignori, italienischer Maler und Zeichner (* um 1455)
- 03. Juli: Gallus Kopf, Bibliothekar des Klosters St. Gallen
- 03. Juli: Degenhart Pfäffinger, süddeutscher Adeliger (* 1471)
- 27. Juli: Zanobi Acciaioli, italienischer Dominikaner (* 1461)
- 29. Juli: Wolfgang, Graf von Ortenburg

- 11. August: Johann Tetzel, Ablassprediger in verschiedenen deutschen Ländern (* 1465)
- vor 14. August: Steffen Arndes, Lübecker Inkunabel-Buchdrucker (* um 1450)
- 20. August: Luigi de’ Rossi, Kardinal der katholischen Kirche (* 1474)
- 22. August: Heinrich III. von Plauen, Burggraf von Meißen, Hauptmann böhmischer Lehen und Landvogt der Niederlausitz (* um 1453)
- 23. August: Philibert Berthelier, Genfer Politiker (* um 1465)

### September bis Dezember
- 08. September: Hōjō Sōun, japanischer Fürst und Kriegsherr (* 1432)
- 09. September: René de Prie, Kardinal der katholischen Kirche (* 1451)
- 18. September: John Colet, englischer katholischer Priester und Theologe (* 1467)
- 21. September: Hans Backoffen, Mainzer Bildhauer (* um 1470)
- 22. September: Johann Mohr von Leun, sächsischer Ministeriale (* um 1445)

- 06. Oktober: Peter Falck, Schweizer Politiker, Diplomat und Gelehrter (* um 1468)
- ca. 10. November: Juan de Escalante, spanischer Kapitän und Konquistador, Mitglied der Cortés-Expedition nach Mexiko, Befehlshaber der Garnison in Veracruz
- 20. November: Andries Boelens,  Bürgermeister und Regent von Amsterdam (* 1455)
- 27. November: Antoine Bohier Du Prat, Kardinal der katholischen Kirche (* 1460)

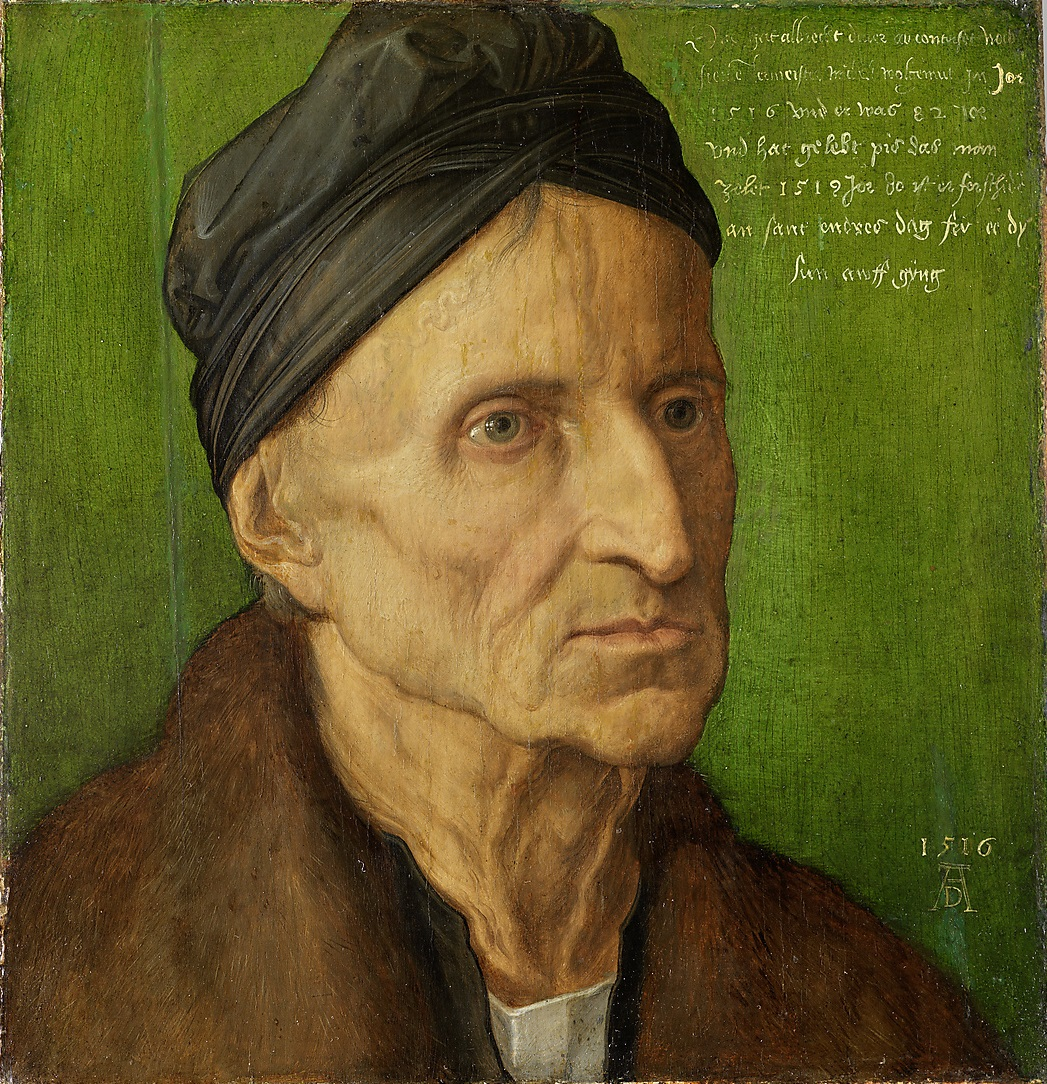
Michael Wolgemut, Porträt von Albrecht Dürer, 1516

- 30. November: Michael Wolgemut, deutscher Maler, Holzschnitzer und Chronist (* 1434)

- 02. Dezember: Maddalena de’ Medici, Florentiner Adelige (* 1473)
- 25. Dezember: Rudolf von Langen, Domkanoniker in Münster und Frühhumanist (* um 1438)
- 25. Dezember: Adam Schönwetter von Heimbach, deutscher Jurist (* um 1465)

### Genaues Todesdatum unbekannt
- Sommer: Hans Meiger von Werde, deutscher Steinmetz, Baumeister und Architekt

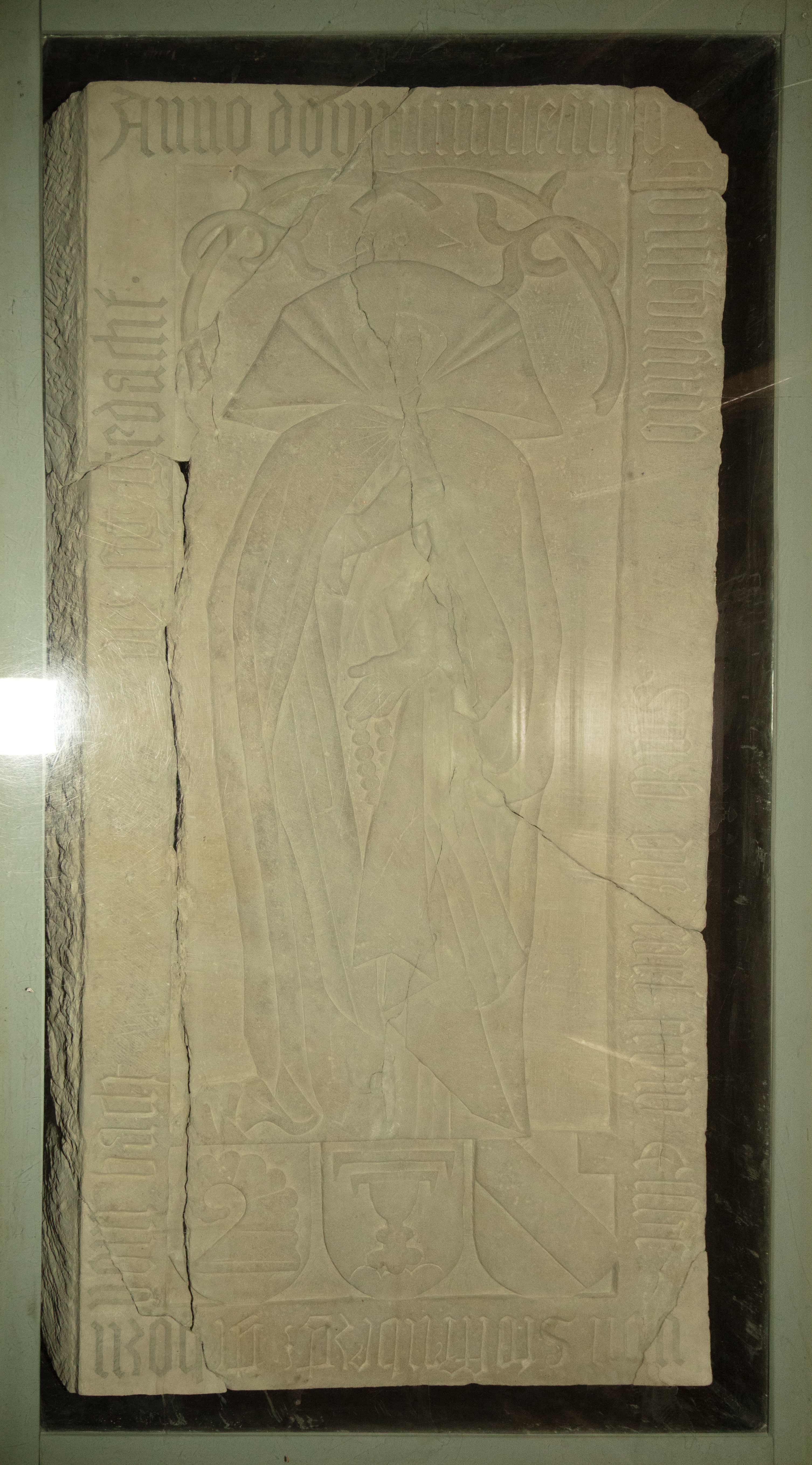
Grabplatte der Elisabeth von Bach in der Stadtkirche von Winterthur

- Elisabeth von Bach, süddeutsche Adelige und Angeklagte in einem Giftmordprozess (* vor 1475)
- Alexander Bening, niederländischer Buchmaler (* um 1444)
- Sebold Bocksdorfer, süddeutscher Bildschnitzer, Bildhauer, Plastiker und Kunsthandwerker
- Günther von Bünau, Domherr und Domdekan des Naumburger Doms (* vor 1469)
- Wilhelmus Grimetre, Schweizer Priester, Schreiber und Besitzer von Handschriften sowie Inkunabeln (* 1436)
- William Grocyn, englischer Gelehrter und Humanist (* um 1446)
- Gregor Günther, deutscher Kirchenrechtler (* vor 1480)
- Hans von Ulm, württembergischer Maurermeister und Steinmetz (* um 1460)
- Jo Gwang-jo, koreanischer Politiker, Reformer und neokonfuzianischer Philosoph (* 1482)
- Juan de Flandes, niederländischer Maler (* 1465)
- Kunz von der Rosen, Berater und Hofnarr des deutschen Königs Maximilian I. (* um 1470)
- Johann Lindemann, Bürgermeister von Leipzig (* 1475)
- Sebastian von Mistelbach, deutscher Ritter, Rittergutsbesitzer und kursächsischer Hofbeamter
- Antonio Ormanni, Handwerker in Siena (* 1457)
- Diogo Ortiz de Vilhegas, portugiesischer Kosmograph, Theologe und Bischof spanischer Herkunft (* 1457)
- Jan Polack, polnischer/deutscher Maler (* um 1450)
- Alonso de Proaza, spanischer Humanist und Hochschullehrer (* 1445)
- Lukas Schleppel, Titularbischof von Thermopylae/Mundinitza und Weihbischof in Speyer
- Daniel Wassiljewitsch Schtschenja, russischer Fürst (* vor 1450)
- Dietrich Wichwael, Weihbischof in Köln